# Cos Militar de Sanitat
El Cos Militar de Sanitat està enquadrat en la Subsecretaria de Defensa del Ministeri homònim, depèn operativament del Cap de l'Estat Major de la Defensa (JEMAD) amb la missió de donar suport operatiu, preventiu i pericial a les Forces Armades. És un Servei inter-exèrcits que condiciona el desplegament, com a diferència essencial amb els altres Cossos Comuns. El Cos és, intrínsecament, tan militar com sanitari. El seu cap és un general de divisió, amb el càrrec d'Inspector General de Sanitat de la Defensa (Art. 13 del Reial Decret 454/2012, de 5 de març).

## Antecedents: Roma
El Cos Militar de Sanitat és una expressió del que són l'exèrcit i la medicina, els quals, alhora, són expressió de la cultura de cada època. Va ser Roma qui ens va portar la civilització i amb ella l'organització de l'exèrcit i les seves cures sanitàries, és a dir la sanitat militar. Els romans van crear legions i cohorts amb els seus medicus legionis i medicus cohortis, que tenien instruments específics per tractar les lesions, dependents de l'ordinarius o cap de sanitat (Anitius Ingenuus, primer metge militar hispanoromà conegut, era ordinarius). Els ferits eren evacuats a la valetudinarium o infermeria en carros al que eren portats sobre ferulum rusticum o baiards per portalliteres. Existien altres professions sanitàries com els secutores medici o practicants i els medici veterinarii o jumetarii. La caiguda de l'imperi va arrossegar els valors i les tècniques de la seva civilització, inclosa la sanitat.

## L'Edat Mitjana
En l'Edat Mitjana la sanitat era rudimentària tant en el bàndol cristià com en el musulmà. La de l'època dels gots és desconeguda, a banda de les pràctiques populars i operacions puntuals realitzades per membres de l'església (com la cesària practicada pel bisbe d'origen grec Paulo a Mèrida a mitjans del segle vi), és probable que ni existís. Alguns autors indiquen que durant el regnat de Vamba, el bisbe de Mausana (Mèrida) va organitzar un hospital per assistir els combatents ferits.
- L'Espanya cristiana. Les tropes eren les hosts mobilitzades per a cada acció pel senyor, portaven els cuadrilleros, homes bons, que guarien i repartien el botí. Els metges i cirurgians estaven exclosos tret que pel nostre mandat fossin anomenats deia Joan I. El 1081, el rei Alfons VI donà instruccions per assistir els ferits de les seves campanyes a Toledo. Els apotecaris apareixen amb Jaume I i Alfons el Savi, acompanyaven a la tropa amb benes i ungüents substituint a la impedimenta de conjuradors, salmonadors i xucladores de ferides. Amb Ferran III van començar a utilitzar-se tendes per a ferits, ja que abans se'ls acollia en posades o convents. Les Ordes Militars participaven en l'atenció de ferits. Havien de portar les coses necessàries per atendre a terra de moros als frares i cristians que emmalaltissin.

- L'Espanya àrab. Va aconseguir l'esplendor militar i sanitari amb el Califat. Els metges, com en el bàndol cristià, estaven adscrits a la real persona, fenomen que va durar fins a la Revolució francesa. Alguns arquiatres estan en la història, Albucasis, d'Abd-ar-Rahman III, va crear la figura del cirurgià vigent fins al Renaixement. Abu-Marwan Ibn Zuhr, gran clínic, va deixar la cirurgia i les drogues per a inferiors, com a germen diferencial de les futures professions: metges, cirurgians i apotecaris. Un cas va ser el de Sanç "el Gros" (935-966) que, després de ser destronat per la seva extrema gordura, va demanar ajuda al mateix Abd-ar-Rahman III per aconseguir tractament del metge de la seva cort Hasday ibn Xaprut (i així perdre pes) i ajuda per a la recuperació del tron de Lleó, la qual cosa finalment va aconseguir, a canvi d'unes places en les riberes del Duero, que no li va cedir.

- La medicina militar naval. L'expansió del Regne d'Aragó pel mar Mediterrani obligava a planificar vaixells, homes i medicines per a la mar. El primer metge naval documentat del regne fou Jucef Abentreví, que acompanyà a Jaume I en l'expedició a Mallorca (1229).[5] Pere III a les Ordenances de 1267 precisava que els cirurgians eren necessaris en temps de guerra i han de dormir en les nostres tendes o on Ens estiguem. Els volia entesos i pràctics i que embarquessin amb els instruments propis del seu ofici i medicines bones i fresques. Arnau de Vilanova (que treballant per Pere III escrigué uns dels primers tractats sobre medicina militar: Regimen castra sequentium)[6] va dissenyar la sanitat de l'Armada amb Jaume II, cap suprem de la flota catalanoaragonesa. També va tractar a les seves tropes durant la guerra amb Granada, netejant per primera vegada les ferides amb aiguardent. Després va emigrar a Montpeller, perquè les guerres no el deixaven treballar amb repòs i era menyspreat pels d'armes. Allí va aconseguir la glòria. Pere III el Cerimoniós aprovà el 5 de gener de 1354 les Ordinacions sobre lo fet de la mar, escrites per l'almirall de la seva armada Bernat II de Cabrera i incloses al Llibre del Consolat de Mar, pocs mesos abans de l'expedició militar a Sardenya (juny de 1354-setembre de 1355). Aquestes normes indiquen la presència d'un metge o barber a cada galera i de un metge, un cirurgià i un apotecari als vaixells de transport de les tropes destinades a la campanya de l'Alguer, a més dels manescals encarregats de la cura de cavalls i mules.[7] Al títol XXIV, llei IX de la Partida II de les Las Siete Partidas del rei Alfonso X apareixen les primeres regulacions higièniques sobre el menjar i el beure dels hombres de mar de la marina castellana.[8]

## Els Reis Catòlics
L'època dels Reis Catòlics va ser frontissa entre l'Edat Mitjana i el Renaixement. Van desaparèixer les mesnadas i va cobrar importància l'exèrcit regular, assajat per Gonzalo de Ayora i pel Gran Capità a Itàlia, que va incorporar la infanteria, la cavalleria i va crear els terços i les companyies.
La repercussió sobre la sanitat va tenir amb dues grans innovacions, la inclusió del facultatiu en plantilla i el sistema de finançament sanitari. Cada terç tènia metge, cirurgià i ajudants, amb experiència, habilitat i zel i cada companyia un barber. Per al seu finançament es descomptaven de la paga, un, tres, cinc o deu rals segons es tractés de soldat, sergent, alferes o capità.
Va néixer el concepte d'hospital militar. El de campanya es va utilitzar per primera vegada a la batalla de Toro en 1476, amb sis tendes i costejat per la reina Isabel, 100 anys abans que en la resta d'Europa. Durant la Guerra de Granada, (1482-1492), es varen instal·lar hospitals a Álora i a Setenil (1484), a Màlaga (1487), a Baza (1489) i a Huéscar i Santa Fe (1491), conegut com a hospital de la Reyna. Abans, els Reis havien creat la figura del protometge i del cirurgià major que eren els caps de sanitat militar i civil a les ordenances de Madrid de 1477; complementades per les disposicions del Reial de la Vega de Granada, datades l'any 1491 i després modificades per les d'Alcalà de 1498.
Un grumet de la Santa María, de nom Gómez Zuraccos i aprenent de boticari, va tractar les molèsties de Colom durant el seu primer viatge. Al segon viatge de Colom a Amèrica (1493), a banda de la gent de mar, oficis manuals qualificats i militars, consten com enrolats: 1 barber, 1 apotecari i 1 metge.

## Els Àustries
La modernització va ser continuada pels Àustries. En les Ordenances de Carles V (1534) que organitzaren els terços, i, sobretot, dintre de les instruccions de les Reglas para la cuenta y razón del Ejército de Felip II (29 de maig de 1584), es van fer plantilles i normes d'actuació del metge, el cirurgià, l'apotecari, el veterinari, el barber i el sagnador. Va haver-hi necessitat d'hospitals de campanya capaces de desplegar-se en qualsevol ambient de l'Imperi.

### Els metges
Els càrrecs de Protometge i Cirurgià Major, els van ocupar figures de la medicina, Médicos de mi Persona y de mis Reales Exércitos com deia Carles V. Alguns van ser: Andreas Vesal; Dionisio Daza Chacón, metge de Joan d'Àustria i de Carles d'Habsburg, que va estar a Lepant i va atendre Cervantes; Gregorio López Madera, Protometge de la Lliga Santa; Cristóbal Pérez de Herrera (1558-1625), que fou 12 anys Protometge de les galeres reials i a qui Felip II va atorgar per al seu blasó la divisa Non armis obstant litterae (les armes no s'oposen a les lletres) o "El Diví Vallés" (Francisco Vallés, 1524-1592, metge de Felip II), qui com a protometge triava als metges per a l'Armada Invencible. Els escollits a més de guarir, si calia en temps de pressa també serveixen d'artillers en camp o a prop.
La patologia més freqüent era per ferides i infeccions. Recasens escrivia a Felip II: la major part dels ferits són de picades o pedrades que estaran llestos aviat encara que també hi ha molts d'arcabussades que moriran. Les infeccions habituals eren tifus, sarna, crup, paludisme, pesta i sobretot sífilis. La profilaxi luètica la feien amb prostitutes de plantilla, 8 per companyia, que tenien la seva salubritat molt vigilada. El tractament era el llicenciament, per estalviar medicines. Aquestes dones acostumaven a cuidar i donar menjar als malalts i ferits, de forma que els caps militars recomanaven la seva presència dintre dels campaments.
Fins a finals del segle xvi o principis del xvii, la major part de ferides no era causada per armes de foc. Les piques, les alabardes o les partesanes (de fulla més gran i amb una base en forma de ganxo o trident -la corcesque-) predominaven als camps de batalla i l'ús d'arcabussos era encara limitat. Els talls d'aquestes armes d'asta gairebé escuarteraven als soldats i -segons el militar i diplomàtic Bernardino de Mendoza (1577)- els cirurjans hi tenien poca cosa a fer.

### Els hospitals
Van rebre un gran impuls. Carles V va fer el del Bon Succés de Madrid d'ús militar i civil, seguit d'altres a la Península i en Àfrica, per a rebre els evacuats en carros, llevat a Flandes que s'evacuaven per canals. Un càrrec nou, l'intendent major, era el responsable de posar a punt hospitals de campanya per atendre de 20 a 200 baixes.
L'any 1565, Miguel López de Legazpi va fundar a Cebu el primer hospital militar de les Filipines. El 1571 l'hospital fou traslladat a Manila, nou centre militar i naval de les illes.
Un hospital emblemàtic. El més important va ser de Malines creat sota els auspicis d'Alexandre Farnese, per Francisco Umara en 1589, amb més de 300 llits i un pressupost de 100.000 florins/any (un 1% de tota la despesa militar a Flandes, a banda de la contribució d'oficials i soldats, als quals es descomptava una quantitat de la paga proporcional al seu rang); i atès, com uns altres, pels Germans de Sant Joan de Déu. La seva novetat va ser convertir-se en base d'operacions de tercer graó per desplaçar ajuda en boticas, mitjans i personal a qualsevol part. Pel seu reglament de 1599 Constituciones del Hospital Real del Exército de los Países Baxos, escrit per Francisco Antonio de Agurto, sabem molt del funcionament d'aquest hospital. La màxima autoritat era l'Administrador, existien ministres majors: l'administrador, el veedor, l'escrivà, el metge i el cirurgià i ministres menors: l'apotecari, el dispenser i el comprador. L'administrador guanyava 100 escuts i l'apotecari 30. Això dona idea de la jerarquia.
L'autoritat tècnica sobre metges i cirurgians era el protometge. Al capdavant de l'assistència quirúrgica estava el Cirurgià Major, a les seves ordres un o més ajudants, el tercer graó eren els platicants i la cambra els barbers. Es passava visita a primera hora amb el veedor i l'apotecari.
El finançament es feia per diferents vies, per la Reial hisenda, la Reial almoina, els ab intestatos, les donacions, la venda de roba i menjar sobrant i les multes disciplinàries dels castigats pel joc. El reglament era molt estricte per evitar fraus i robatoris, per això calien tres panys a la caixa de l'hospital.
El 1679, el virrei de Sicilia i Comte de Santisteban, Francisco de Benavides va crear el Real Hospital de los Militares de Mesina, amb uns 140 llits i una part civil, dirigit per una Diputació formada pels Maestres de Camp dels terços presents a la ciutat, el Comissari de la cavalleria, el Vicari General i un jurat municipal. Perdurà fins a l'any 1713, quan la ciutat fou cedida pel Tractat d'Utrecht al Ducat de Savoia. Una de les seves activitats era donar una paga als soldats morts, a repartir entre el capellà del terç corresponent responsable del funeral i misses per l'anima del difunt.
Malgrat les millores mèdiques de finals del segle xvii, el tractament dels soldats de l'exèrcit de Carles II -encara que millor que el del anglès- es considera inferior al de l'holandès (principal competidor en aquell temps) o al del francès.

### La farmàcia
Els Reis Catòlics havien creat la figura del protofarmacèutic i sota els Àustries va seguir regularitzant-se el seu exercici professional. Els farmacèutics compraven i administraven medicines sota vigilància del metge, que havia de signar totes les receptes, i del veedor. En el reglament de Malines se'ls exigia ser persona instruïda que no abandonés la seva farmàcia i que la tingués sempre neta i ordenada. La seva vinculació a l'Exèrcit durava el que la campanya. Portaven carros carregats amb estris i medicines per a la campanya. La Farmàcia Reial, precursora de l'actual parc de recursos, estava a la Cort. A Amèrica, les primeres estaven a Puerto Rico (1512) i a Mèxic (1520).

### La medicina naval
En cada empresa embarcaven el protometge i el cirurgià major. Solien ser celebritats que seguien al senyor, com els abans esmentats: López Madera -Protometge a Lepant-, Daza Chacón -Cirurgià Major- o Pérez Herrera -la divisa del qual figura en l'escut de l'Escola Militar de Sanitat-. En les embarcacions, l'ordre jeràrquic sanitari era: cirurgià romancista (que desconeixia el llatí i no tenia formació humanística), barber-cirurgià i barber. Les malalties a bord solien ser pesta, tifus o escorbut; la primera descripció clínica del qual la va fer l'any 1615 el frare franciscà Juan de Torquemada (Torquemada, c.1562-Ciutat de Mèxic, 1624), en observar durant el viatge d'exporació del capità Sebastián Vizcaíno a la costa oest de Califòrnia, que l'escorbut es guaria amb pitaya (fruit de la planta Hylocereus undatus), molt abans que el metge naval anglès James Lind, fes la seva observació sobre la llimona. El primer experiment per fer potable l'aigua de mar per mitjà de la destil·lació el va fer Pedro Fernández de Quirós (1605) a la seva expedició pels mars del Sud.
Els malalts ingressaven a bord de vaixells vells, no aptes pel combat actiu. Per millorar l'atenció es van construir hospitals navals, a Cadis en 1637 per atendre Ultramar, a Cartagena per atendre als ferits del combat de Lepant i a Ferrol pels de la Armada Invencible (1588). Modernitzats, encara hi romanen. Les ordenances de Felip III (1606) van garantir l'ingrés de la gent de mar als hospitals de guerra y comercio, mentre que les Ordenanzas de la Armada Real del Mar Oceánico de 1633 procuraven millorar la higiene dels bucs als llargs viatges per mar.
Els cirurjans de les galeres del General de Cathalunya (a les corts de Barcelona de 1599, la Generalitat obtingué la llicència de disposar de galeres), a més de tenir cura dels galiots (esclaus, forçats i bonaboies), tenien la responsabilitat de la declaració de malalts i de donar el diagnòstic d'inutilitat de qualsevol remer a la Diputació. La galera capitana tenia metge i cirurgià, amb un sou de 120 lliures anuals cadascun. La resta de galeres tenien barber amb un sou
de 48 lliures anuals.

## Els Borbó:seglexviii
Amb l'arribada de la Casa de Borbó va canviar la dinastia i la vida espanyola, afectant substancialment a l'Exèrcit, a la Medicina i, per tant, a la Sanitat Militar.

### Organització
La Reial Ordenança del 27-9-1704 va convertir els terços en regiments i, en el que afecta a la sanitat, va reorganitzar l'assistència en hospitals i regiments i se la hi considera l'embrió del cos de cirurgians militars. A cada hospital hi havia un metge, un cirurgià major, dos ajudants de cirurgia i dotze practicants. Els regiments tenien dos cirurgians nomenats pel coronel però confirmats per l'Inspector per assegurar-se que són d'ofici i que tenen la utilitat que convé.
El primer Reglament sobre serveis sanitaris de l'Exèrcit va ser promulgat per Felip V en 1721, és la carta fundacional del Cos de cirurgians militars. Es van crear les escales, els drets i els deures i la figura del cap de sanitat. Entre les millores que es van aconseguir al llarg del segle figuren el dret a l'ús del Don i de l'uniforme, la consideració d'oficials, la jerarquització de les escales, el mont de pietat també per a vídues i el dret a ració de campanya i a condecoracions.
Els metges i cirurgians van adquirir major professionalització. Les contínues guerres a Europa i Amèrica obligaven a practicar la selecció de personal, la prevenció de malalties i el tractament de ferits i la irrupció massiva de col·legues estrangers li servia de revulsiu. No hi havia oposicions d'ingrés, els cirurgians eren escollits per coronel entre un tern proposat pel cirurgià major.
Durant la Guerra de Successió la sanitat dels exèrcits borbònics va mantenir molts càrrecs i denominacions pròpies del temps de Carles II, si bé adaptant-la al model organitzatiu francès i sota el control dels nous comissaris de guerra. La sanitat dels austriacistes fou diferent. Les Reials Ordenances Militars de Carles III decretades a Barcelona el 20 de març de 1706 eren poc estrictes en aquest punt, possiblement per la complexa situació del comandament dels diferents exèrcits aliats. A Catalunya, les milícies gremials (coroneles) de cada ciutat s'encarregaren d'organitzar la seva pròpia sanitat, de forma que la sanitat civil i la militar eren una sola de fet. Per exemple, al setge final de Barcelona (estiu de 1714), la Coronela de Barcelona tenia un hospital de sang per a cadascun dels seus 6 batallons, amb un nombre variable de cirurjans i fadrins (ajudants). El I Batalló a Santa Maria del Mar, el II al Convent de Santa Clara, el III a Sant Pere de les Puel·les, el IV al Convent de Santa Anna, el V al Convent de Sant Francesc i el VI al Convent de Santa Mònica.
Josep Quer i Martínez (Perpinyà, 1695–Madrid, 1764), cirurgià militar i botànic, va crear el Reial Jardí Botànic de Madrid per encàrrec de Carles III, l'any 1755. Carl von Linné inclogué
entre els nous gèneres descrits a les seves obres el gènere Queria.
El lleidatà Domènec Vidal i Abad (Vilaller, 1741-Cadis, 1800), que va participar com a soldat en la campanya de Portugal (1762); fou cirurjà regimental, cirurjà major de l'Armada i sostsdirector del Reial Col·legi de Cirurgia de Cadis. Va escriure, a més d'altres obres, Cirugía forense o Arte de hacer las relaciones chirurgico-legales Es contagià de febre groga mentre tractava els malalts de l'Hospital Reial de Cadis i morí poc després.
Un altre cirurjà destacat, col·laborador de Virgili, també sotsdirector del Reial Col·legi de Cirurgia de Cadis i inventor d'un enginyós cistòtom, fou Francesc Canivell i de Vila (Barcelona, 1721-Cadis, 1797).
Josep Sabater i Masell (Tarragona, 1745-Cadis, 1805), format al Col·legi de Cirurgia de Cadis i primer de la promoció de 1769; entre 1772 i 1776 va millorar i organitzar l'hospital de Bellavista (entre Lima i El Callao per indicació del virrei  Amat. El 1780 assistí a les tropes de Bernardo de Gálvez durant el setge de Pensacola, creant un hospital a dita localitat. L'abril de 1783, a Cadis va obtenir la plaza de Ayudante de Cirujano Mayor y Demostrador Anatómico del mismo Colegio, vacante por fallecimiento de D. Agustín Lacomba (Marina Leg. 225. Exp. 40 A.S.). Treballà amb Queraltó, Masdevall i Vidal amb ocasió de l'epidèmia de vómito negro (febre groga) del 1800 que, provinent d'un vaixell ancorat a Cadis, s'estengué fora de la ciutat i afectà tota l'Andalusia Occidental. A la mort de Vidal fou nomenat director interí del Reial Col·legi de Cirurgia de Cadis, càrrec que obtingué en propietat junt amb el de director del Cos de professors de l'Armada l'any 1802.
A la Guerra Gran destaquen les actuacions de Josep Masdevall i Terrades (Figueres, 1740?-Trujillo, 1801; creador de l'opiata Masdevall per tractar la febre groga) i de Llucià Puigdollers. El secretari de Masdevall durant la campanya, el també metge militar Joan Francesc Bahí i Fonseca (Blanes, 1775-Barcelona, 1841), fou anys després un notable botànic i es distingí com a cap mèdic de l'Hospital Militar i vocal de la Junta de Sanitat de Barcelona en l'epidèmia de febre groga de 1821.
Un metge militar d'origen irlandès, Timoteo O'Scanlan Murphy (1726-1795), del Reial Hospital de Ferrol, fou pioner en practicar les primeres vacunacions antiveròliques (de fet, variolitzacions, no veritables vacunes) entre molts fills de militars i mariners de les forces destinades a la localitat, malgrat les reticències de la jerarquia mèdica. L'any 1784 publicà Práctica moderna de la Inoculación. Escrigué la La Inoculación vindicada: carta repulsoria de las calumnias, i falsas acusaciones que contra ésta practica, i sus defensores publicó el lic. D. Vicente Ferrer i Gorraiz ... en un libro intitulado Juicio o dictamen sobre el proceso de la inoculacion (1786), en defensa de la variolització; i un Ensayo apologético de la Inoculación (1792), que ofereix un estudi estadístic quantitatiu de les inoculacions practicades entre 1770 i 1792, amb dates, llocs, professionals i nombre d'inoculacions. En total, 31.005 inoculacions i només 15 defuncions. O´Scanlan tenia coneixements de les pràctiques mèdiques britàniques i franceses. Va estudiar 8 anys a París amb el degà Lafaye, Jussieu, Murray o Croissant de Garengeot (metge del Rei) i on es doctorà el 1754.
L'any 1792 fou creada a Madrid la Reial Escola de Veterinària, dirigida per militars i fortament lligada a la Junta de Cavalleria. Fins al 1841 tingué la consideració de centre d'ensenyança castrense.

### Ensenyament
La formació professional és un dels assoliments transcendentals d'aquest període i va sorgir com a resposta a la mala fama, sovint caricaturitzada, d'alguns metges:
| « | homes sense talent, educació ni cultura que a l'Armada i l'Exèrcit feien més estralls que el plom i l'acer de l'enemic. | » |

La creació dels Reials Col·legis de Cirurgia és potser la major fita de la medicina militar i de la medicina espanyola del segle xviii. En ells s'ensenyaven medicina i cirurgia juntes, cent anys abans que en les institucions civils. Van ser promoguts per Virgili, cirurgià de Terra, Jean Lacombe de l'Armada i el Protocirurgià Pierre Perchet, davant els reis Ferran VI i Carles III, inaugurant-se el de Cadis en 1742, sent considerada aquesta la primera escola formal de medicina a Espanya i el germen de l'actual Facultat de Medicina de Cadis.

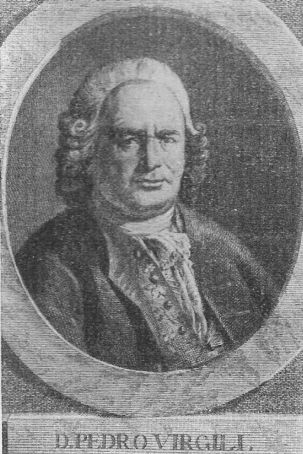
Pere Virgili

En aquests Reials Col·legis els alumnes estaven interns i sota disciplina militar, fent moltes hores de dissecció i estudiant amb llibres de text moderns. A més de amfiteatres anatòmics per fer les disseccions, van disposar de microscopi i biblioteca pròpia. Desenvolupaven les observacions i juntes literàries a manera de sessions clíniques. Es va produir la trobada amb els detalls del cos humà en els estudis de medicina. Pere Virgili, primer director del Col·legi de Cadis, va gravar-hi la frase: Natura ingenium disecta cadavera pandit; plus quan vitae more taciturna docet (la dissecció de cadàvers manifesta la saviesa de la naturalesa; més que la vida alegre ens ensenya la taciturna mort). Sortien millor formats que els metges, poc preparats a les Universitats, gaudien de la consideració d'oficials i eren destinats a l'Armada o a l'Exèrcit.
Vista l'experiència, en 1760 es va crear un altre col·legi a Barcelona per assistir als reials exèrcits i als seus regiments, encara que els alumnes no eren interns, ni tenien disciplina militar. D'ell van sortir catalans que van treballar a Espanya i a Amèrica. Entre ells està el Cirurgià de la Reial Armada Antoni Gimbernat i Arbós, catedràtic en el Col·legi de Barcelona. Després es van crear col·legis a Madrid, Santiago i Salamanca, que van ser els precedents de les Facultats de Medicina creades en 1843. Aquests centres d'ensenyament -a part d'aconseguir una millor atenció sanitària- elevaven la seva consideració social.

### Hospitals
La Instrucción que se ha de observar para él para el buen gobierno de los hospitales de 1708, millorava el funcionament i distribuïa les competències d'administratius i clínics i, d'aquests, entre metges i cirurgians. El contralor, metges i cirurgians havien d'enviar parts d'entrades i sortides al Comissari de Guerra i al Ministre que cuidés de la Hisenda de la Cort. El primer i monumental Reglamento y Ordenanzas que deben observar los ministros y empleados de los hospitales del Ejército, publicat a Aranjuez en 1739, contenia tres tractats, en pau, en guerra i administratius. En ell es creava una densa xarxa burocràtica per evitar la corrupció però ofegava als metges i per això protestaven d'ella i de l'abús d'autoritat del contralor. Aquest reglament, derivat de la fallida
de les finances reials, va racionalitzar el funcionament i les despeses dels hospitals militars i els va convertit en els més desenvolupats del país.
Els nomenaments de metge hospitalari els feia el Rei amb informes del protometge, solien ser mèdics de campanya que volien una vida més sedentària. Hi havia conflictes entre civils i militars, entre cirurgians d'hospital i de regiment, entre protometge i intendent. El metge i el cirurgià havien de dedicar-se solament a guarir amb els mitjans que li facilitaven els administradors però amb llibertat de receptar. Les receptes s'escrivien matí i tarda a l'hora dels menjars. Hi havia un practicant de cirurgia per cada 100 malalts, que depenien del cirurgià. El protometge era el primer entre els de la seva classe i de qui tots rebien ordres. El contralor era la figura central d'aquesta xarxa, arribava a controlar al director, però era controlat pel comissari de guerra i per damunt estava l'Intendent General de cada Exèrcit.
L'Assentista, era un altre personatge clau dels hospitals. Mitjançant un contracte, havia de proporcionar llit amb jaç, camisó, roba, llum, foc, menjar i medicació i pagar a un infermer cada 25 llits, però no pagava duanes i es quedava amb el greix humà per a medicines. Els assentistes tenien mala premsa entre els administradors que els acusaven de quedar-se amb més del que devien.
L'any 1716 es va fer un projecte per construir un hospital a la Ciutadella de Barcelona. Alguns dels preparats pressupostats, segons la pràctica de l'època, eren el benzoaid oriental (una concreció formada a l'estòmac d'alguns remugants i actualment denominada betzoar, per tractar l'acidesa gàstrica), el polsim d'escurçó (millor el dels exemplars agafats a la primavera o la tardor, els apotecaris el preparaven llavors com substància purificadora dels humors dolents de la sang o com antídot en cas d'enverinament), els fruits de ginjoler (utilitzats com expectorant) o el safrà de Mart (òxid de ferro, per tractar l'anèmia). Dit projecte mai es va portar a terme. Durant el segle xviii els militars es tractaven a l'Hospital de la Santa Creu. El 1795 només hi havia un cirurjà a la Ciutadella. No fou fins 1808 que els soldats francesos acondicionaren el Monestir de Jonqueres i el Seminari de l'església de Betlem com hospitals exclusivament militars.

### Farmàcia
Els medicaments anaven a càrrec de l'assentista, que pagava a l'apotecari, a l'ajudant, al practicant i al tissaner. Al farmacèutic major li pagava la Real Hisenda per donar-li independència. El seu practicant acompanyava a la visita o revista mèdica per prendre nota de les medicines. Carles III va crear la figura del Boticario Mayor del Exército, màxima autoritat civil i militar. No a tot arreu les normes d'adjudicació regien amb els mateixos criteris. A Maó, durant anys i fins que la figura de l'assentista fou creada a l'Hospital Reial (1786), els apotecaris de la ciutat mantingueren fortes disputes per obtenir els contractes de subministrament de medicaments i preparats galènics pels bucs de l'Armada.
La primera farmacopea de l'Armada fou escrita pel Protometge naval Leandro de Vega l'any 1760, una compilació de 203 receptes i fórmules magistrals amb peculiars ingredients propis de l'època, com la sang de boc, les teranyines, l'orina de nen o els excrements de colomí.
Des d'un punt de vista assistencial, en la segona meitat del segle xviii va florir una escola en el tractament de les ferides per arma de foc exposat per Francesc Puig (Barcelona, 1720-Vilassar de Dalt, 1798) -Cirurjà Major dels Exèrcits i Sotspresident del Reial Col·legi de Cirurgia de Barcelona- en el seu llibre "Tratado teórico-práctico de las heridas de arma de fuego" (1782), amb la idea d'el menor nombre d'operacions i el major nombre de soldats tornats a files que donava importància al poder autocuratiu, desaconsellava la sagnia, recomanava una ràpida extracció del cos estrany, neteja, drenatge i embenat i presentava aquestes ferides classificades anatòmicament a capite ad calcem (de cap a peus). Hi havia hospitalització a domicili per comprovar-se que a casa guarien més ràpid que a l'hospital. El finançament s'aconseguia descomptant de la paga un ral al soldat i dos terços a l'oficial, i per donatius altruistes i la venda d'estris. El que faltava ho posava la Reial Hisenda.

### Sanitat de l'Armada
Les Ordenances de Felip V de 1728, impulsades per Patiño, creen el Cos de cirurgians de l'Armada, -uns anys abans s'havia creat la figura del Cirurgià Major- que es consideren el naixement de la sanitat naval independent de la de l'Exèrcit. No era pitjor la sanitat de l'Armada -pràcticament inexistent- que la de la resta de grups militars. Els cirurgians eren ignorants i per això es trobava a faltar la seva preparació. A poc a poc, es va establir una normativa sobre sous i ocupacions; assignant-se 750, 350, 400 i 300 rals, respectivament, al Protometge, Segon Metge, Cirurjà Major i Cirurjà de galera ordinària.
La instauració del Reial Col·legi de Cirurgia de Cadis els va transformar, conferint-li gran prestigi a aquesta institució. Les vacants es cobrien amb els seus alumnes i els millors anaven directament a cirurgians de primera. La jerarquia era sagnador, barber, practicant, segona, primera, ajudant del major i major. Feien medicina pericial en la recluta de la marineria i preventiva de malalties relacionades amb la higiene, amb millores en la ventilació de les naus, fumigacions de clor i l'ús diari reglamentat de les bombes de sentina.
Els facultatius volien destinacions en hospitals per omplir millor la professió i per estar amb la família. Hi havia conflictes entre metges i cirurgians doncs aquests anaven a vaixells i aquells sol a hospitals. Els hospitals, semblants als de Terra, tenien contralor amb cert prestigi i asentistas desprestigiats per fraudulents. Les infermeries dels vaixells eren tètriques, per això es desembarcaven aviat els ferits. Cal esmentar aquí a Miquel Cabanelles Cladera, cirurjà naval conegut per la seva lluita contra la febre groga. L'any 1756 es va crear el Reial Hospital de l'Armada de l'Arsenal de la Carraca. Alessandro Malaspina, com preparatiu per organitzar el seu llarg viatge exploratori de 5 anys iniciat l'any 1789, va demanar al Dr. José Selvarreza -Protometge de l'Armada- tota mena de consells sanitaris, recollits en l'obra: Sobre varios puntos dietéticos y del régimen profiláctico que deberán observarse, en aquell temps un bon compendi sobre Higiene Naval. Contempla el canvi de roba dels mariners, l'emblanquinat dels paraments, l'enquitranat de les cobertes, etc. Dos metges navals de l'expedició, González Gutiérrez i Flores Moreno, de les corbetes Descubierta i Atrevida, van escriure posteriorment el complet Tratado de las enfermedades de la gente de mar (1805).

### Sanitat a Amèrica
La sanitat militar i la civil estaven lligades, ja que les places de metges i cirurgians dels regiments no sempre es cobrien. Molts metges es van quedar allí per l'irresistible atractiu americà o per les seves relacions familiars i socials. A Mèxic es va inaugurar el Reial Col·legi en 1770, fet que va beneficiar l'assistència. Va haver-hi hospitals, no gaire bons, a les ciutats, el més antic va ser el de Sant Felip a Cuba. L'Exèrcit o l'Armada pagaven a frares de Sant Joan de Déu, perquè els atenguessin. Destaca la figura de Antoni Corbella i Fondevila (Esparreguera, c. 1750-Madrid, c. 1808). Fou metge-cirurjà, tinent de l'Armada i protometge de Riu de la Plata, Uruguai i Tucumán. Va escriure diversos llibres; poden remarcar-se: Descripción de la calentura pútrida y método para curarla (sobre el tifus exantemàtic epidèmic, dit també "malaltia del poll verd") i Disertación Médico Chirurgica en la que se trata de varias cosas útiles y necesarias que es preciso tener presente al tiempo de la curación de varias enfermedades tanto internas como externas, y del Escorbuto y Reumatismo. En aquesta obra proposa la unificació de les ensenyances de Cirurgia i Medicina, tot un atreviment en aquells anys.
A la presa de l'Havana (Guerra dels Set Anys) els anglesos van patir moltes baixes per febre groga, mentre que les milícies criolles, millor aclimatades i tractades amb remeis locals i europeus, van mantenir la seva capacitat de combat constant.
Pere Prat Baisie (Fijac?, 1725-Guadalajara, 1772), cirurjà militar, acompanyà a Gaspar de Portolà en la seva expedició a l'Alta Califòrnia de 1769 com a metge de la Companyia Franca de Voluntaris de Catalunya. Malalt ell mateix d'escorbut, va tenir cura dels mariners i soldats del vaixell San Carlos, desviat de la seva ruta per problemes de navegació. Prat va cercar desesperadament herbes medicinals per tractar als expedicionaris, amb una obstinació tan gran que es guanyà el malnom de "Dr. Boig". Va caure en un estat de mania a causa de la mort dels seus pacients.
Un altre metge militar irlandès del regiment Hibèrnia, Miguel O'Gorman (Ennis, 1749-Buenos Aires, Argentina, gener de 1819), fou l'impulsor del Protomedicat del Riu de la Plata, nomenat primer protometge de dita institució pel virrei Antonio de Olaguer y Feliú i el primer en administrar la profilaxi antiveròlica a aquestes regions.
Cosme Marià Argerich, segon protomédic del Riu de la Plata, va expandir l'ús de la vacuna de Jenner al territori i va servir com a metge militar durant les invasions britàniques. És considerat el creador de la sanitat militar argentina. El seu pare, Francesc Argerich (Sisteró, 1732–Buenos Aires, 1787), fou coronel i cap mèdic de l'expedició contra Túpac Amaru II (1780). El cirurgià Josep Albert Capdevila i Pallarés (Saraís, c. 1742–Buenos Aires, 1820), acompanyà al coronel Aymerich durant l'expedició a Perú. Comissionat per exercir la inspecció sanitària dels esclaus del Riu de la Plata, va procurar millores en les seves condicions d'higiene. Cirurgià del Presidio i de l'hospital Santa Catalina, després del període colonial Capdevila segueix residint a Buenos Aires, treballant de metge fins a la seva mort. També els metges militars Salvi Gafarot (Sant Martí de Llémena, 1777-Buenos Aires, 1840) i Cristóbal Martí de Montúfar (Barcelona, 1758–Buenos Aires, 1842) van escollir quedar-se a Amèrica i participaren en l'organització sanitària de la nova República Argentina.
Francesc Oller i Ferrer, després de treballar a Veneçuela, va assistir els ferits de l'atac anglès a Puerto Rico (1797) i -uns anys més tard- fou l'impulsor de la vacunació antiveròlica a l'illa.

## Seglexix
Es van vertebrar els Cossos i Serveis de la Sanitat de Terra i Armada, mitjançant fites legislatives, desenvolupament de la medicina operativa, esbós de xarxa sanitària i activitat a ultramar.

### Fites legislatives
En el Reglamento para el gobierno del Cuerpo de Cirugía Militar, de 1805, s'autoritza als alumnes dels Col·legis de cirurgia que poden amb el sol grau de doctor en Cirurgia, exercir també la medicina en les seves destinacions, dret reservat als metges. Es recorda que el Cirurgià Major, havia de dictar anualment un curs d'operacions i un altre de disseccions anatòmiques.
El militar i pedagog Francesc Amorós i Ondeano (València, 1770-París, 1848), a instàncies de Manuel Godoy fou el director del Real Instituto Militar Pestalozziano de Madrid (1805-1808), primer intent d'introduir l'educació física a l'exèrcit.
En la integració de la Medicina amb la Cirurgia va participar Pere Castelló i Ginesta (Guissona, 4 de març de 1770- Madrid, 1 de juliol de 1850), metge militar i de cambra de Ferran VII. Aquesta unificació es va plasmar en el Reglamento para el gobierno y régimen del Cuerpo de Médicos-Cirujanos del Ejército de 1827. El Cos va passar a anomenar-se de Cirurgia Medica Militar.
L'higienista Pere Felip Monlau; metge militar de 1833 a 1848, metge en cap de l'Hospital Militar de Barcelona durant epidèmia del còlera de 1834 i oficial de la Dirección General del Cuerpo de Sanidad Militar, va dedicar sengles capítols a indicar les desitjables normes higièniques a seguir per l'exèrcit i per l'armada, a la seva obra Elementos de higiene pública o arte de conservar la salud de los pueblos (1847), que tingueren molta influència en el Reglament de 1853.
En 1836 es va publicar el Decret Orgànic del Cos de Sanitat Militar, en el que apareix per primera vegada la denominació actual, integrant cirurgians, metges i farmacèutics. Els estudis de medicina i cirurgia es van unificar de forma efectiva l'any 1846 mitjançant un reglament inspirat per Manuel Codorniú i Ferreras (Esparreguera, 1788-Madrid, 1857), fill i net de metges catalans. Est, durant la Guerra del Francès fou nomenat metge interí militar (1811) i el destinaren, primer al castell de Figueres -on va ser fet presoner uns mesos per l'exèrcit francès- i més tard, fins al final de la guerra, a Mataró. El 1819 l'anomenen primer metge en cap de l'Exèrcit Expedicionari d'Ultramar. El 1821 embarca cap a Mèxic com a cap mèdic de l'Exèrcit de Nova Espanya destinat a Veracruz a les ordres de Juan O'Donojú. Torna a Espanya el 1829 i, per les seves conviccions liberals, no pot exercir càrrecs públics i treballa de metge rural. Amb l'ajut d'altres col·legues lliberals, va crear la Sociedad Médica General de Socorros Mutuos (1835). A la mort de Ferran VII, el 1836, s'acull a una llei d'amnistia que li permet reingressar de forma activa al Cos. Ingressa com a subinspector mèdic de l'Exèrcit del Nord durant la primera guerra carlina i en 1847 va passar a ser Inspector del Cos de Sanitat Militar. Escrigué el llibre El tifus castrense y civil (1838) -basat en la seva experiència sobre les epidèmies de febre tifoide entre els soldats- i la memòria Observaciones sobre las enfermedades del ejército (1845). El seu fill, Antoni Codorniú i Nieto de Samaniego (Sant Martí de Provençals, 1817-Madrid, 1892), també metge militar, va servir molts anys a les Filipines amb el càrrec de vicecònsol mèdic. Escrigué, a 1856, Topografía Médica de Filipinas. L'any 1858 fou guardonat amb la Creu de l'Emulació Científica. Entre 1846 i 1847, el Director General del Cos va ser Ramon Frau i Armendáriz (Barcelona, 1787-Madrid, 1861), membre de la RAMC (1831) i autor d'un llibre polèmic: La homeopatía juzgada en el terreno de los hechos: lecciones dadas en la Facultad de Medicina de la Universidad de Madrid.
En 1853 es va publicar, signat per O'Donnell i confirmat per la reina Isabel II, el Reglamento para el régimen y gobierno del Cuerpo de Sanidad Militar, que conté el germen de l'actual organització del Cos. El seu objecte era qualificar l'aptitud física dels individus de l'Exèrcit, promoure la seva robustesa i desenvolupament físic, guarir les malalties i qualificar les exempcions. Es van instaurar les oposicions d'ingrés que atreien als millors i es va crear la Creu de l'Emulació Científica en substitució de la de Sant Hermenegild. Es disposava l'existència de farmacioles als Cossos i l'assistència de l'Oficial metge als exercicis de foc portant material de capellà i medicines. El primer Director General de Sanitat Militar sota dit reglament -breument- fou l'inefable general Ros de Olano, a qui es deu el primer capell amb l'emblema de Sanitat Militar als botons de dita lligadura. El segon va ser el mariscal Ramón Boíguez y Bíguez (1801-1865); i el tercer (després d'un Decret orientat a professionalitzar el Cos), l'esparreguerí -abans esmentat- Manuel Codorniú, qui va intentar en certa forma allunyar el comandament purament militar del sanitari.
Sota Isabel II els canvis van seguir consolidant-se en Dret. Es va donar nom definitiu al Cos, es va fer l'equiparació amb ocupacions militars i s'obligava a les autoritats del Ministeri de Guerra sentir als Caps del Cos de la Sanitat. Es va aconseguir el dret a salutació militar, a accions punitives, a comptar el doble el temps en campanya o a l'ús de cavall, etc. Per tot això, Isabel II té, amb justícia, el seu retrat a la sala de Sanitat del Museu de l'Exèrcit. En 1864 va aparèixer el tercer Reglament d'Hospitals, ja que el de 1739 i el de 1846 quedaven anacrònics; en ell la direcció ja va passar als metges en detriment dels intendents.

### Sanitat operativa
A part de la intensa activitat organitzativa, van destacar la medicina de campanya, la preventiva i la pericial; com ho demostren successivament els següents exemples:
- A la batalla de Trafalgar de 1805, el cirurgià Fermí Nadal i Valls (Reus, 1759–Cadis, 1811), inventor d'un sistema per sanejar l'aigua de mar que la feia útil per netejar ferides o roba i participant del combat del Cap de São Vicente (1797), va atendre als ferits de la lluita –com Superior Facultativo de la Escuadra embarcat al navili insígnia "Príncipe de Asturias"–, entre ells a l'Almirall Gravina.[73] Carles Francesc Ametller i Clot (Barcelona, 1753-Cadis, 1835), deixeble de Canivell i director del Reial Col·legi de Cirurgia de Cadis (1805-1835), va organitzar l'assistència sanitària a terra.[74]
- Durant la guerra del francès (1808-1814), es va assistir a l'apogeu de l'escola quirúrgica espanyola representada pel Cirurgià Militar Josep Queraltó i Jorba, que va sorprendre als cirurgians francesos els quals van comunicar a l'Acadèmia de Medicina de París en 1815 que la major part de les fractures d'os per tret de bala, guarien en mans dels cirurgians militars espanyols evitant desbridaments. Josep Melcior Prat i Solà (Prats de Rei, 1779-San Sebastià, 1855); metge, químic i farmacèutic, va organitzar hospitals de campanya i treballà al Protomedicato del Ejército de Cataluña, abans de marxar a Cadis i participar en les sessions de les Corts fins l'anul·lació de la nova Constitució l'any 1814.[75] A la batalla de Bailèn (1808), destacà el cirurgià naval i químic (va ser deixeble de Fourcroy) Juan Manuel de Aréjula y Pruzet (Lucena, 1755-Londres, 1830) -anys després un notori constitucionalista vinculat a les lògies maçòniques gaditanes-; juntament amb els cirurjans militars Josep Maria Turlan i Massana (tortosí i metge personal del general Castaños) i José María López de Castro y Freyria, cap mèdic de l'Exèrcit d'Andalusia.[76] Antonio Alfaro (1757-1811), cirurgià naval amb dècades d'experiència i creador de la primera fàbrica de pastilles de brou -de recepta pròpia- destinades als malalts de l'Armada (1797), va organitzar l'hospital de la Isla de León improvisat a causa del setge de Cadis per les tropes napoleòniques.[77] Salvi Illa i Ponsich (Sant Llorenç de la Muga, 1747–Madrid, 1825), fou nomenat el 1810 Cirujano Mayor de los Exércitos pel Consell de Regència posterior a la dissolució de la Junta Suprema Central, amb l'encàrrec d'organitzar els serveis sanitaris dels diferents exèrcits combatents a la península (un objectiu que va assolir emprant una considerable fermesa).[78] Al setge de Girona de 1809, l'encarregat de dirigir els serveis sanitaris fou el cirurgià major Juan Andrés Nieto Samaniego. Bona part de les evacuacions de ferits i de les cures diàries les varen fer "les Bàrbares" i clergues no combatents. Segons Nieto, les febres nervoses (sic), la disenteria i l'escorbut causaren més baixes que els bombardejos i les lluites.[79]
- Durant la primera guerra carlina (1833-1840), Manuel Codorniú i Ferreras va publicar una instrucció higiènica que va circular pels Cossos i en el preàmbul dels quals es deia: Per experiència actual i de tots els temps es perden molts més soldats víctimes de malalties castrense que del ferro i del plom enemic. S'hi tracta de l'alimentació, allotjament, vestuari, marxes i altres factors. Codorniú va redactar el 1838 un millorat Reglamento de hospitales militares. Fou Inspector General del Cos de Sanitat Militar entre 1853 i 1856.
- De 1842, signat pel Ministre de la Guerra Rodil –del govern del Regent Espartero–, data el primer Reglamento para la declaración de exenciones físicas del servicio militar acompañado de un cuadro de los defectos físicos y enfermedades que utilizan para todo Servicio.[80]
- A la Guerra d'Àfrica (1859-1860), el tractament quirúrgic dels ferits en combat va ser –d'acord amb les limitacions de subministrament i els mètodes propis d'aquells anys– relativament bo. Ara bé, l'assistència dels malalts de còlera fou un desastre (més del doble de baixes que les causades pels combats), sobre tot al campament de El Serrallo, proper a Ceuta. Molts metges i sanitaris també s'infectaren, ja que desconeixien la forma de transmissió de la malaltia i, per tant, la necessitat de sanejar el subministrament d'aigua potable. El transport marítim de ferits i malalts a la península es podria considerar lamentable, per manca de bucs-hospital i de facultatius navals.[81] Es va preparar el transport sanitari principal en un vapor, el Cid (un fet nou a l'època). El gran nombre de baixes, però, desbordà totes les previsions.[82] En aquest conflicte, l'exèrcit emprà per primera vegada farmacioles-motxilla, sarrons amb material mèdic i tendes modernes.[83] També va ser la primera ocasió on es va utilitzar l'anestèsia amb cloroform durant la cirurgia en campanya. En bona part, aquesta guerra es considera un punt d'inflexió en el camí modernitzador de la sanitat militar.[84]

- A la tercera guerra carlina (1872-1876), fou meritòria l'actuació de Nicasio Landa y Álvarez de Carvallo tractant els ferits de la batalla d'Oroquieta. Va dissenyar un sistema elàstic per millorar el transport de baiards als carros.[85] Fou un dels fundadors de la Creu Roja Espanyola i estudià diverses epidèmies de còlera, emprant mètodes semblants als del Dr. John Snow.[86] Escrigué un detallat llibre sobre les seves experiències a la Guerra d'Àfrica[87] i un interessant treball, Estudios sobre la Táctica de Sanidad militar (1879-1880).[88] Al mateix front del nord, el metge provisional Josep Pascual i Prats (Girona, 1854- ibídem, 1931) va guanyar, l'any 1875, la Creu de primera classe de l'orde militar de Sant Ferran pel seu comportament al combat de Choritoquieta.[89] Pel que fa al bàndol carlí, cal esmentar a Ramon Nolla i Martí (Tarragona, 1839-Barcelona, 1911).[90] Persona de fortes conviccions polítiques i gran competència professional, fou el Cap de Sanitat de l'exèrcit del pretendent Carles VII. Es va encarregar de la classificació, reorganització i engrandiment del Cos Mèdic Militar dels carlistes, de crear o habilitar nombrosos hospitals militars i de la redacció de reglaments sanitaris.[91]

- A finals d'aquest segle es va constatant una preocupació creixent per la higiene i les condicions globals de vida de les tropes (menjar, allotjament, roba, gimnàstica, ventilació...). El metge major Ángel de Larra y Cerezo (Madrid, 1858-ibídem, 1910), acadèmic de la RANM, escriptor, periodista i fundador de El Diario Médico (1882) i La Medicina Militar Española (1903), escrigué com a discurs d'ingrés acadèmic l'obra Los grandes problemas higiénicos y sociales en relación con las instituciones armadas.[92] Uns anys abans (1882), el metge primer destinat llavors a Barcelona, Silverio Ruíz Huidobro y Ortíz Ramírez, va publicar el tractat Manual de higiene militar para uso de los oficiales, clases y soldados del ejército.[93]

Un dels metges destacats d'aquest segle fou Fernando Weyler y Laviña (1808-1879), pare de Valerià Weyler i Nicolau, general mèdic, notable botànic i creador d'una Topografía físico médica de las Islas Baleares y en particular de la de Mallorca (1854). És interessant la seva Memoria sobre la oftalmía purulenta que padecen nuestras tropas, de 1851. L'oftàlmia purulenta (conjuntivitis tracomatosa, infecció ocular causada pel bacteri Chlamydia trachomatis) i la tuberculosi pulmonar eren les principals malalties infeccioses que afectaven els soldats peninsulars d'aquells anys. Acadèmic de la Reial Acadèmia de Medicina i Cirurgia de Palma de Mallorca, va formar part de la sanitat militar de les tropes que lluitaren a la Guerra d'Àfrica amb el càrrec de Sotsinspector del Cuarter General del 1er Cos d'Exèrcit d'Echagüe.

### Xarxa sanitària
Va començar a formar-se, en 1841, al voltant de l'antic Reial Seminari de Nobles, que com a Hospital Militar va adquirir gran importància, ja que va acollir o van néixer en ell diverses institucions mèdic-militars. El Parc de Material sanitari va començar en 1859; des d'ell se servia als hospitals militars de la Península, Canàries, Balears, Amèrica i Filipines.
Antonio Mendoza Rueda (Màlaga, 1811-Barcelona, 1872) serví durant la Primera Guerra Carlina al País Basc i Catalunya. Metge del l'Hospital Militar de Barcelona (en aquell temps al carrer de Jonqueres) i secretari de la Subinspecció de Sanitat Militar per encàrrec de Bahí (1841), fou l'introductor de l'anestèsia per inhalació de cloroform al territori català. Deixà el Cos l'any 1844, quan l'anomenaren catedràtic de cirurgia de la Universitat de Barcelona. Antonio Bergnes de las Casas el considerà un gran professor i -segons la necrològica escrita pel seu company de la RAMB, Joan Roquer i Torrents) podia parlar bé castellà, català, anglès, alemany, francès, italià, i portuguès. Persona progressista, malgrat que va passar molts anys en l'exèrcit -o potser per això mateix- sempre es manifestà obertament contra el militarisme.
L'hospital de Jonqueres va ser tancat l'any 1843, a causa del seu estat ruïnós, i l'assistència hospitalària militar principal de Barcelona fou traslladada a l'hospital del carrer Tallers (antic convent dels pares de Sant Vicenç de Paül). Amb 680 llits, les seves condicions no eren gens bones; tot i així, perdurà fins al 1936 (any de construcció del nou Hospital Militar de Vallcarca). A l'hospital de Tallers es creà l'Academia Médico-Castrense l'any 1851, que va publicar durant pocs anys la Biblioteca Médico-Castrense Española. Els metges del centre publicaren nombrosos articles científics durant dècades, en especial sobre malalties infeccioses i venèries, prevalents en aquells temps. Ja començat el segle xx, els metges barcelonins del Cos crearen la Sociedad Científica de Sanidad Militar de Barcelona (1911) amb l'objectiu de contribuir al progrés de la Medicina, de la Farmàcia i de la Veterinària. Joan Ristol Canellas (Prats de Lluçanès, 1854-Barcelona, 1923), deixeble del barceloní Josep de Caralt Matheu, fou oftalmòleg i metge militar. Treballà a la clínica dels ulls de l'Hospital Militar de Barcelona i el 1885 va publicar un innovador treball sobre Cocaína, sus efectos fisiológicos y aplicaciones en oftalmología, obra que li comportà ser soci corresponsal de la Reial Acadèmia de Medicina de Barcelona.
L'Institut d'Higiene Militar es va formar en 1885 de la fusió de l'Institut Anatomopatològic de Sanitat Militar amb el de Vacunació (més tard anomenat Instituto Vacunógeno Central del Ejército, segons Reial Ordre de 26 de desembre de 1890). Aquest Institut d'Higiene va crear a 1902 el Servicio Sueroterápico, per elaborar amb garantia sèrums antidiftèrics i antitetànics. Escara que el Cos de Veterinària Militar va existir com a tal dintre de l'Exèrcit de Terra fins 1989 (data de la creació dels Cossos Comuns de la Defensa), la tasca de la seva Secció (creada a 1904) fou fonamental en el desenvolupament de l'esmentat Institut d'Higiene (a banda de tractar les epizoòties i cuidar dels animals productors de sèrum, tenia responsabilitat sobre aspectes bromatològics, parasitaris i zoonòtics relatius a les tropes.
L'Acadèmia d'Assistència sanitària va néixer també a l'hospital i -posteriorment- va promoure amb l'Institut d'Higiene cursos de protecció ABQ, arribant-se a constituir una companyia especialitzada, germen de l'actual Centre Militar NBQ. L'Escola Pràctica de Medicina Militar, després de successives vicissituds, va reaparèixer en 1939 com a Acadèmia de Sanitat Militar, precursora de l'Escola Militar de Sanitat.

### Sanitat d'ultramar
Són molt representatius dos aspectes oposats de la guerra de Cuba, la sanitat pròpia i la independentista; i dues figures senyeres, Cajal i Balmis.
A Cuba, la sanitat va tenir una heroica i tràgica actuació: l'entorn sanitari es caracteritzava en que el general estiu era el pitjor enemic. La humitat i la calor facilitaven l'aparició de malalties que causaven més baixes que les armes en combatents mal alimentats i pitjor vestits. La febre groga produïa la major mortalitat, allí Finlay (metge hispanocubà), Casimir Roure i Bofill (metge militar durant la Guerra de Restauració de la República Dominicana de 1863-1865 i la Guerra dels Deu Anys, les recomanacions del qual sobre la malaltia foren sempre ignorades per les autoritats sanitàries del moment) i Reed van descobrir com podia erradicar-se en una de les més brillants pàgines de la medicina. El paludisme no era la malaltia de major mortalitat, però si la que causava més baixes i repatriacions, seguida per la tuberculosi i la disenteria. Una causa també important de baixa entre les tropes foren les malalties de transmissió sexual. L'any 1898, la proporció d'aquestes en els soldats destinats a Puerto Rico va ser de 566/1000. Per fer-se una idea del problema, les baixes ateses per la Sanitat Militar durant els anys 1895, 1896 i el primer semestre del 1897 foren, respectivament, de 49.485, 232.714 i 201.247 homes. Els casos de febre groga declarats pels metges militars entre març de 1895 i maig de 1897 foren 35.350, dels quals varen morir 11.347 malalts. L'índex de mortalitat de l'exèrcit espanyol entre el període 1877-1888 era d'un 13,49%, el més alt de tots els exèrcits europeus (Russia: 8,88%, Italia: 7,74%, Austria-Hongria: 6,94%, França: 6,09%, Anglaterra: 5,13%, Bèlgica: 4,70%, Alemanya: 3,97%). Per unes absurdes polítiques d'ascens dintre del Cos, 37 metges i farmacèutics varen signar, sota paraula d'honor, l'Acta de l'Havana (1895); en ella renunciaven a ascendir per mèrits de guerra i els permutaven per condecoracions, especificant: llegado el caso, aunque no es de esperar, de que alguno no cumpla esta Ley Moral, aceptando empleo fuera de las condiciones antes expresadas, se haga por todos lo humanamente posible para conseguir, usando todos los recursos legales, su separación del cuerpo. Aquest pacte es mantingué fins al 1931.
El nombre de soldats va anar augmentant progressivament (d'uns 14.000 el 1895 a quasi 200.000 el 1898) i paral·lelament augmentaven els efectius sanitaris que van arribar a 400, els quals gaudien d'incentius com l'ascens immediat, el sou en pesos forts i drets passius màxims quan portaven més de sis anys. Les desercions van ser excepcionals; alguns es van passar al bàndol rebel per amor o per negoci, eren els antillanos. La majoria van desenvolupar una labor exemplar, va haver-hi innombrables baixes per malaltia –Cajal va ser el cas més notori–, també va haver-hi morts en combat i casos d'heroisme anteposant el deure al risc de perdre la vida.
La missió de selecció que es feia sobre els futurs combatents estava dirigida sobre tot a detectar simuladors a causa de la picardia existent i a escollir les baixes dels combatents repatriables. A principis de la tercera Guerra de Cuba (1895), la Sanitat Militar assistencial tenia només quatre Hospitals Militars (a l'Havana -que atenia també al personal naval-, Santiago de Cuba, Santa Clara i Puerto Príncipe) i nou Infermeries Regimentals, amb poc més de 2.500 llits i 23 metges. A finals de 1897 comptava amb un dispositiu sanitari de 64 establiments (30 Hospitals Militars, 27 Clíniques i 7 Infermeries) amb 46.500 llits en total per ferits i malalts entre clíniques, infermeries i hospitals. El de més prestigi a tota Cuba fou l'Hospital del Príncipe -després d'Alfons XIII-, inaugurat a l'Havana el 1897, amb una disponibilitat de 3.000 llits. El més gran va ser l'Hospital de Regla, de fins a 5.000 llits, a prop de l'Havana. Dos Subinspectors Mèdics eren responsables de tota la Sanitat Militar. Un d'ells fou el metge reusenc Antoni Constantí Bages. Un dels metges militars rellevants a Cuba fou el capità Francesc Soler i Garde (Barcelona, 1867-ibídem, 1935). La seva dedicació i bona pràctica quirúrgica a l'Hospital Militar Alfonso XII de Santiago i l'assistència prestada durant la Setmana Tràgica va ser reconeguda amb diverses distincions, entre elles la Gran Creu de Sant Hermenegild. Fou director del servei de cirurgia de l'Hospital Militar de Barcelona i Inspector General de Sanitat Militar de Catalunya. L'any 1921 ingressà com acadèmic numerari a la Reial Acadèmia de Medicina de Catalunya, amb el discurs Formaciones sanitarias en campaña. El cerverí Jerònim Durán de Cottes (Cervera, 1868-Madrid, 1939), obtingué la llorejada (1896) i altres condecoracions pels seus mèrits durant els 10 anys de servei a Cuba. Professor de Bacteriologia de l'Institut d'Higiene Militar, anys després va destacar per les seves investigacions sobre la febre de Malta. Rossend Castells i Ballespí (Lleida, 1868–Barcelona, 1942) fou ferit greument a les cames mentre assistia els soldats de primera línia i també obtingué la llorejada de Sant Ferran (1897). Maçó destacat, llicenciat en Dret i Farmàcia, va especialitzar-se en Hidrologia i Balneoteràpia i arribà a general del Cos d'Invàlids Militars. Lluís Oms i Miralbell (Blanes, 1842—Barcelona, 1915) ingressà al Cos l'any 1864. Fou destinat diverses vegades a Cuba i, després de servir a les Filipines, a les Balears i a l'Hospital Militar de Barcelona com a director, va retirar-se amb el grau d'Inspector Metge de primera classe (1907).
La Sanitat Naval, dirigida pel Metge Primer Salvador Guinea y Álzate -qui havia sigut metge de la corbeta Nautilus durant el viatge de circumnavegació del món, a les ordres de Fernando Villaamil- va tenir una heroica actuació sota el comandament de l'Almirall Cervera en el combat de Santiago (on varen morir dos facultatius durant la lluita i un poc després, presoner) i va prestar ajuda exemplar en els viatges de repatriació després del desastre. L'últim vaixell amb els malalts i sanitaris que quedaven a l'Hospital Militar Alfons XIII, el Méjico, salpà de Cuba el dia 10 d'abril de 1899.
A les Filipines, destacà el metge militar Ramon Niubó i Miret (Lleida, 1826–Barcelona, 1880). Niubó va participar en l'expedició francoespanyola a Cotxinxina i fou premiat amb el grau de Chevalier de la Legió d'Honor francesa per la seva feina a l'hospital de Da Nang. Fou director de l'Hospital Militar de Manila. Josep Carbonell i Xammar (l'Ametlla del Vallès, 1827-?, 1880), destinat uns anys abans a Fernando Poo (1859-1860), fou metge major d'Ultramar i també director de l'hospital de Manila (1876). El vigatà Ramon Masferrer i Arquimbau (Vic, 1850–Cotabato, 1894), metge militar que atengué a Sant Sebastià els ferits del front nord a la Tercera Guerra Carlina, escriptor, poeta i botànic apassionat, va demanar voluntàriament destí a les Filipines per ampliar els seus treballs d'història natural. Morí de còlera als 34 anys a l'illa de Mindanao. El paludisme era la principal causa de baixes i repatriacions. El metge naval Benito Francia y Ponce de León (Alberite, 1854-Peralta-1910), escrigué la memòria Del paludismo. Estudio clínico sobre algunas fiebres palúdicas (1879), en la que recomanava l'ús de la quinina, i va formar part de la tercera expedició a Jolo contra els rebels moros (1882). Els més de 200 ferits de la batalla de Cavite (1898) van ser atesos a l'Hospital de Marina de Nuestra Señora de los Dolores de Cañacao pel Metge Major Tomás del Valle, i després portats a Manila amb ajuda americana. El tinent metge provisional Rogelio Vigil de Quiñones y Alfaro (Marbella, 1862-Cadis, 1934) fou un dels "últims de les Filipines". Durant el setge de Baler (30 de juny 1898—2 de juny 1899) va assistir als ferits i malalts tancats a l'església del poble i ell mateix va curar-se emprant un mirall una greu ferida de bala a la zona renal. La malaltia que va causar més morts al llarg dels 337 dies de setge fou el beri-beri. El metge primer Bonaventura Font i Castany (Sant Boi de Lluçanès, 1867-La Pera, 1946) guanyà la Creu del Mèrit Militar de Primera Classe per la seva participació en la defensa de Zamboanga. Va deixar el Cos el 1902. Posteriorment, fou un membre destacat de la CNT a Catalunya.
A Guam, Ernest Bach i Delprat (Barcelona, 1847-ibídem, 1932), metge d'una trajectòria atzarosa i destinat a les illes Marianes entre 1877 i 1880, com responsable de l'infermeria militar de Sant Ignasi d'Aganya va organitzar la vacunació antivariolosa obligatòria de l'arxipèlag, oblidada des de l'expedició de Balmis. Un greu problema a aquestes illes era la lepra, que obligà a crear diversos llatzerets -atesos per missioners-. L'any 1890, el metge militar d'Aganya Ramón Surriá, va informar al Gobernador Político-Militar y Director del Ramo de Lazarinos sobre les condicions i les mesures per millorar dits establiments.
A les illes Carolines, entre 1885 i 1888 es van crear infermeries navals a Yap i Ponape, que també atenien a la població. Destaquen les descripcions del metge Emilio Illueca y Cubells de las úlceras tórpidas que afectaven profusament als nadius (es tractava del pian o yaws, una treponematosi no venèria causada pel bacteri espiroquetal Treponema pallidum pertenue, malaltia fins fa poc endèmica a les illes del Pacífic sud). Allà va morir l'any 1887, el metge primer de l'Armada Enric Cardona i Miret (Barcelona, 1851-Ponapé, 1887). Destinat a la corbeta María de Molina, baixà voluntàriament a terra per atendre els ferits d'una revolta local i, després de dos dies aïllat, caigué lluitant cos a cos amb els contraris. Li fou atorgada la
Llorejada de Sant Ferran.
A les illes Palau, gairebé oblidades fins al conflicte de sobirania amb Alemanya el 1885, la sanitat era quasi simbòlica, limitada a la que donaven els metges navals dels vaixells que fondejaven a Koror.
A Santo Domingo, durant el curt període de reannexió colonial, Tomàs Casas i Martí (Reus, 1833–Barcelona, 1899) destinat a la ciutat l'any 1862, va organitzar hospitals de campanya per militars i civils a fi de lluitar contra una epidèmia de febre groga coincident amb la rebel·lió de Barahona, actuació preuada per la població i que li va comportar un ascens i la Creu d'Isabel la Catòlica.
Als territoris de la Guinea Espanyola fou destacada, entre 1859 i 1869, una secció de sanitat per atendre a les poques forces encarregades de mantenir la sobirania colonial. Malalties causades per vectors com els mosquits, pròpies del clima local, van ser el principal i mai ben resolt problema a tractar. Es van produir durant aquest període tres epidèmies importants: de febre groga (1862), originada en un vaixell anglès; de verola (1864), iniciada en un grup de treballadors krumans (una ètnia de la Costa d'Ivori); i novament de febre groga (1867-1868), la qual deixà delmades les tripulacions dels bucs de la Marina. Canvis de govern i reduccions pressupostàries determinaren la retirada de l'Exèrcit, de forma que la presència de la Sanitat Militar a aquella zona no tornà a ser significativa fins a principis del segle xx.
La Sanitat militar independentista
Al principi estava formada per sanitaris mes lluitadors que mèdics i que podien morir en combat el mateix que els soldats, al crit de pàtria o mort. La primera regulació es va fer per l'Assemblea de Guaimaro (Guerra dels Deu Anys) dins de la llei d'organització militar de 1869. Al capdavant estava un metge general de brigada, amb tres coronels caps. L'organització era sobre el paper, ja que realment la seva funció era marxar amb la partida guerrillera o atendre a malalts i ferits mambisos en campaments de la manigua (selva humida) o de les poques poblacions ocupades. Mancaven d'hospitals propis i hospitalitzaven les seves baixes en poblacions properes a la línia de foc. El transport de ferits era una molèstia per a la guerra de moviments i els abandonaven en finques, a cura dels civils. Els espanyols els atenien com a ferits propis a fuer d'enemic lleial els espanyols s'abstenien de disparar contra el comboi de ferits. Va haver-hi desertors a la sanitat de tots dos camps. El fundador i primer cap de la sanitat militar mambí fou el farmacèutic Pedro Maceo Infante.
Cajal a Cuba
Santiago Ramón y Cajal és el paradigma dels metges militars a Cuba. La seva experiència la narra en la seva autobiografia Infancia y Juventud. Va acabar la carrera en 1873 i es va incorporar a la quinta de Emilio Castelar y Ripoll (fins a l'últim home i fins a l'última pesseta). Aquest any va fer les oposicions a Sanitat Militar amb el número 6 entre 100 candidats per 32 places. En 1874 es va traslladar a Cuba com a capità. Al mes d'aclimatació se'ls destinava a regiments (corrien perills i cobraven), a hospitals de guàrdia (no corrien perills i cobraven) o directors d'infermeria de campanya en les manigues i en les trochas -camins fortificats- (corrien perills i no cobraven). A ell li va tocar la infermeria de Vista Bella al Departament Central de Puerto Príncipe, actual Camagüey, perduda en la manigua, era la més perillosa amb 200 llits ocupats gairebé totes amb palúdics o disentèrics. Allí va acabar amb paludisme que va arribar a la caquèxia, li van donar un mes de llicència quedant agregat com a metge de guàrdia a Puerto Príncipe on va resistir -segons les seves paraules- els quatre vicis dels oficials: tabac, ginebra, joc i venus. Destinat per força major a la infermeria de San Isidro a la trocha de l'Est, un lloc encara pitjor, la seva salut va empitjorar i va ser declarat inútil el 15 de maig de 1875. Traslladat a l'Havana per ser repatriat en el vapor España a càrrec de 207 malalts, va veure l'espectacle de llançar els cadàvers dels seus companys al mar. Val a dir, per tancar aquest punt, que Cajal va patir durant la seva estada a Cuba totes les xacres pròpies de l'exèrcit d'aquell segle (i de molts anys més tard): estratègies equivocades com el sistema estàtic de trochas, amb petits grups de soldats sense suficients subministraments i sense vies d'evacuació (un error que va repetir-se una generació més tard al Desastre d'Annual), la ja esmentada corrupció a les unitats operatives, la corrupció majúscula dels alts càrrecs (durant el seu temps de servei, un responsable de la Farmàcia Militar a Cuba va fugir als EUA amb 90.000 pesos i una pelandusca, quan el sou mensual d'un capità metge era llavors de 125 pesos) i el menyspreu dels comandaments dels "cossos combatents" envers els facultatius (un d'aquests, un comandant, va intentar guardar els seus dos caballs dintre de l'infermeria de San Isidro. Cajal es va negar i fou "empapelado" -un expedient per insubordinació i insults a un superior-). Si donem una ullada al seu full de serveis militars, és trist observar que a la qualificació Inteligencia en el servicio diu: Poca.
Balmis i la seva expedició
Un timbre de glòria per a la medicina castrense espanyola, va ser la Reial Expedició Filantròpica de la Vacuna a les províncies espanyoles d'Amèrica i Filipines (1803-1806) promoguda pel rei Carles IV, amb el Marqués de Caballero de Ministre, planejada per José Felipe Flores i dirigida pel Cirurgià militar Francisco Javier Balmis i Berenguer (Alacant, 1753-Madrid, 1819), que amb els també Cirurgians militars Josep Salvany (sotsdirector), Manuel Grajales i Antonio Gutiérrez (ajudants), dos practicants, tres infermers i la directora de la Casa de Expósitos de A Coruña, Isabel Cendal (o Zendala) Gómez (sic, cognoms més probables), van portar la vacuna de Jenner contra la verola a bord de la corbeta María Pita. El cap naval va ser el capità Pedro del Barco, ascendit a tinent de navili a la tornada del viatge. Començant per l'Amèrica Meridional i donant la volta al món, l'expedició va arribar a les Filipines, Macau i Cantó amb el virus salutífer en la seva empresa humanitària. Tècnicament era impossible transportar el virus de la vacuna en bones condicions durant els llargs viatges per mar, de forma que varen utilitzar 22 nens orfes de 3 a 9 anys que no havien patit la verola per fer de transmisors vius del virus i la vacuna durant l'Expedició, als que se'ls hi anava inoculant el virus de forma esglaonada. Per a fer-se una idea de la dimensió de la feina feta, val a dir que el grup de Balmis vacunà -només a Mèxic- unes 100.000 persones; i el grup de Salvany unes 200.000 als territoris del Perú. Balmis, que havia participat de jove a l'Expedició contra Alger (1775), després d'anys amb molts problemes personals i administratius, fou nomenat Cirurjà de Cambra de Ferran VII l'any 1815 i morí el 1819. Grajales dirigí una expedició secundària a Xile, amb el infermer Bolaños. El practicant i nebot de Balmis, Francisco Pastor, una altra a Guatemala. Gutiérrez es va quedar com a supervisor de la vacunació a les Filipines abans de tornar a Mèxic.
El 2016 es va estrenar una TVMovie, 22 ángeles, basada en alguns aspectes de l'expedició; dirigida per Miguel Bardem i protagonitzada per María Castro (Cendal), Pedro Casablanc (Balmis) i Octavi Pujades (Salvany).
L'Expedició va deixar un gran llegat a la metròpoli i als territoris americans i asiàtics: Las Juntas de Vacuna, -centrals i subalternes- dirigides per diferents estaments civils, que lluitaren contra la comercialització sense control de la vacuna i tingueren una projecció docent.

### Sanitat de l'Armada
Les condicions de la vida de a bord van ser regulades per la Comisión de Salud Pública en el seu Reglament de 1821, en el que s'estudiaren, sota el control del nou Servicio de Sanidad Naval o de Mar, les regles de diagnòstic dels contagis, les disposicions i mesures per evitar la transmissió de malalties en els viatges i les arribades a port, les precaucions de policia sanitària en la càrrega i estiba de menjar o materials, les penes contra els infractors, etc.
Durant el primer terç del segle xix el prestigi de cirurgià de l'Armada es va enfonsar i va donar lloc a una protesta per les inconcebibles diferències dels professors de Medicina i Cirurgia de l'Exèrcit i de l'Armada el que va donar lloc al fet que intervingués la Regent en 1836. El seu prestigi es va recuperar en 1847, sota Ramón María Narváez y Campos, amb un nou reglament que va establir la Direcció del Cos, denominat a partir de llavors Cos de Sanitat de l'Armada i abandonant el de Cos de Cirurgians sense abandonar els vaixells, es dedicaven ja mes als hospitals El Cos de Cirurgians de l'Armada efectivament va adquirir tal prestigi que els seus membres ja eren desitjats en l'Exèrcit i no a l'inrevés, perquè als cirurgians de Barcelona els faltava la instrucció mèdica indispensable.
Al juliol de 1869, Topete signà un millorat Reglamento del Cuerpo de Sanidad de la Armada.
En 1887 neix el Boletín de Medicina Naval fundat per José de Erostarbe Bucet (1830-1916), durant molts anys va ser el seu òrgan de difusió encara que els metges de l'Armada col·laboraven en els periòdics científics, inclòs el Memorial de Sanidad del Ejército y la Armada. En 1878 sent Cap superior del Cos Manuel Chesio y Añeses es van fixar unes noves plantilles i l'Inspector es va equiparar a Contralmirall. Llibres com a Elementos de Higiene Naval i Higiene del navegante de Fernández Caro en 1887 o Enfermedades de la gente del mar de González Gutiérrez en 1805 en venir de l'expedició de Malaspina, abans esmentat, marquen fites en la història de la sanitat naval preventiva. Ángel Fernández-Caro y Nouvilas (Barcelona, 1845-Madrid, 1928) fou el metge naval més respectat del segle. Senador i Acadèmic de la RANM durant 42 anys (1887-1928), va tractar a les seves obres aspectes molt nous en aquells anys, com la plumbosi o la higiene moral dels mariners de l'Armada. Ángel Emilio Ruiz Sanromán (1843-1887) publicà el 1881 el text titulat Manual del Practicante de Sanidad de la Armada. L'any 1889, Jacinto Molina exposà a Cartagena la seva memòria Bajas en la Armada, que va posar de manifest clarament les deficiències en la roba i tipus de menjar les mariners i les males condicions de bucs i casernes navals.
El 26 de juliol de 1895 es va formar el Cuerpo de Farmacéuticos de la Armada com a secció auxiliar del principal Cos de Sanitat.

## Segle XX
Es distingeix una etapa anterior a la guerra civil, continuació del segle XIX; una altra posterior, amb la sanitat depenent de cadascun dels tres Ministeris Militars; i l'última, amb una sanitat unificada.

### Primera etapa

#### La sanitat de Terra: Hospital Gómez Ulla, I Guerra Mundial, Protectorat del Marroc i Guerra Civil
Durant el període 1913-1921 mai, excepte en la promoció de 1914-1915, es cobriren les places ofertes en les oposicions. De 258 places de tinents metges ofertades, només 108 varen ser ocupades per titulars.
Es considera emblemàtic l'Hospital Militar de Madrid-Carabanchel; en ell va existir en la segona dècada l'Escola de Cirurgia de Carabanchel. Entre els directors de la qual estaven Mariano Gómez Ulla, Manuel Bastos Ansart (Saragossa, 22 de juliol de 1887-Barcelona, 22 de gener de 1973), o Manuel Gómez Durán. Precisament en honor de Gómez Ulla, mort en 1945, l'Hospital va passar a ostentar el seu nom en 1946. L'escultor i artista Enrique Zofío Dávila (Carabanchel, 1835-Madrid, 1915), ajudant 2n del Cos, fou director del Museu del Cos de Sanitat (1907-1911) inaugurat l'any 1900 a l'Hospital Militar de Carabanchel i creador de nombrosos models anatomo-patològics, avui perduts.
Tot i que l'estat espanyol es va mantenir neutral durant la Gran Guerra, la sanitat militar es veié implicada en els esdeveniments. Bastants membres del Cos, com el llavors capità Antoni Ferratges i Tarrida (1886-1977) varen fer tasques d'inspecció humanitària als camps de presoners dels països combatents. Dos d'ells moriren complint aquesta missió. El fet més destacat fou l'atenció i cura dels refugiats procedents de la colònia alemanya de Camerun, conquerida per forces franco-britàniques al febrer de l'any 1916, que entraren al territori de Río Muni. Es van organitzar campaments a Fernando Poo, atesos principalment per metges (entre ells Figueras Ballester, esmentat més avall) i practicants navals, per tots els militars, civils, àskaris i familiars que no tornaren al Camerun. Unes 17.000 persones, moltes de les quals estigueren quasi tres anys internades a Guinea o a la península.
A la campanya del Quert (1911-1912) va destacar Josep Gómez i Márquez (Ceuta, 1889–Tegucigalpa, 1953), després cap d'oftalmologia de l'Hospital Militar de Barcelona i de l'Hospital del Sagrat Cor, acadèmic de la Reial Acadèmia de Medicina (1927) i un dels primers professors d'oftalmologia de la UAB (1933).
A poc de signar-se el Tractat de 1912 sobre el Marroc, que delimitava els límits dels Protectorats francès i espanyol, els metges de sanitat militar es van fer càrrec de l'assistència de la població a les localitats del seu territori, habitualment en petits consultoris i alguns "Hospitals de nadius".
Jaume Roig Padró (Reus, 1896-Ciutat de Mèxic, 1969), metge militar de la promoció de 1919 destinat a Melilla el 1921, va tractar els ferits del Desastre d'Annual i obtingué la Medalla del Mèrito Militar. Abandonà el Cos amb el grau de comandant per motius ideològics. Durant la guerra civil fou cap dels serveis mèdics d'evacuació republicans. El reconegut botànic Pius Font i Quer (Lleida, 1888–Barcelona, 1964) ingressà a Sanitat Militar com farmacèutic el 1911 i molts dels seus espècimens els va recollir durant el seu destí a Alhucemas. L'any 1935 va passar a la reserva amb el grau de tinent coronel. Després de la guerra civil fou durament represaliat pel bàndol nacional i comença a escriure la seva mangum opus: 'Plantas medicinales,
El Dioscórides renovado', durant la seva estada a la presó militar de Montjuïc.
Joaquim Trias i Pujol (Badalona, 1887-Barcelona, 1964), fou capità a primera línia de foc al capdavant d'una ambulància muntada -va atendre l'any 1916 el llavors capità Francisco Franco d'una perforació de fetge per projectil- i cap de Cirurgia Clínica a l'Hospital Militar de Carabanchel durant la Guerra del Rif. Amb el grau de coronel, va ser el cap de Sanitat de l'Exèrcit de l'Est a la guerra civil. Acompanyà en ambulància cap a l'exili a Antonio Machado i a la seva mare. Després, va atendre nombrosos exiliats, membres de la Resistència, aviadors aliats i maquisards, fins a la seva tornada a Barcelona el 1947. Dintre d'aquesta primera etapa cal destacar també a Fidel Pagés Miravé (Osca, 1886-Quintanapalla, 1923). A poc del seu ingrés al Cos (1909) fou destinat a Melilla i atengué les víctimes del desastre del barranc del Llop. Pagés va ser el descobridor de l'anestèsia epidural lumbar per punció, que va anomenar "anestèsia metamèrica" en el seu treball pioner de 1921. Durant la I Guerra Mundial treballà a l'Hospital Militar de Viena, dintre de les seves actuacions com a delegat a l'Imperi Austrohongarès. Metge personal de la reina Maria Cristina, va fer una feina brillant a l'Hospital Docker de Melilla tractant als ferits dels combats de 1921, com el llavors cap de la Legió Millán-Astray. El primer odontòleg fou adscrit a les forces armades durant aquest conflicte (1921). Al desembarcament d'Alhucemas (1925), l'evacuació de ferits a la península es va fer en el buc-hospital Barceló, un vapor modificat amb uns 270 llits disponibles. També es van emprar dos avions Junkers F-13 de la Creu Roja.
Joan Solsona i Conillera (L'Albi, 1906–Barcelona, 1978), ingressà al Cos el 1929 i dos anys després fou destinat al Protectorat Marroquí, sent nomenat Inspector de Sanitat de la Zona l'any 1938. Posteriorment, va ocupar la direcció del Servei de Medicina Interna de l'Hospital Militar de Barcelona. Publicà diversos articles sobre el paludisme, la tuberculosi i la verola al Marroc.
En 1934 Bastos Ansart (metge militar de la promoció de 1908, cirurjà-traumatòleg amb molta experiència a les campanyes del Marroc, cap de cirurgia de l'hospital militar base d'Alcoi el 1937 i nomenat Acadèmic d'Honor de la RAMC l'any 1964) va començar a tractar les fractures obertes en ferits evacuats de la Revolució d'Astúries, mitjançant la cura oclusiva del metge nord-americà Hiram Winnett Orr (1877-1956); seguida de la neteja de Fiedreich i d'immobilització, amb èxit. Aquesta tècnica, mètode espanyol, va tenir com a representants màxims, entre d'altres, al propi Bastos, Trueta (descobridor del millorat mètode que porta el seu nom), Joaquín D'Harcourt Got (supervivent d'Annual que va donar testimoni a l'Expedient Picasso i que fou uns dels fundadors de la Sociedad Española de Cirugía Ortopédica y Traumatología, amb Trias i Pujol, Bastos i Trueta) o Francesc Jimeno Vidal, cap dels serveis quirúrgics del V Cos d'Exèrcit republicà (Lister) i introductor del guix de Böhler. Dita tècnica es va usar durant la guerra civil, la mundial i la guerra de Corea amb el nom de closed method. Els procediments del Dr. Trueta emprats en les víctimes per aixafament i en el triatge de ferits dels bombardejos de Barcelona i altres localitats van ser utilitzats per la sanitat britànica al Blitz.
Una figura destacable fou el psiquiatra Emili Mira, cap dels serveis psiquiàtrics de l'Exèrcit republicà. Un altre psiquiatra de renom format a Viena, el capità Santiago Montserrat i Esteve (Barcelona, 1910–ibídem, 1994), treballà a Bujaraloz, a Lleida (atenent també a civils a l'hospital psiquiàtric que ell mateix va crear) i -des de juny de 1938- a Manresa, lloc principal d'assistència dels malalts mentals de l'Exèrcit de l'Est.
Joan Maria Vilaclara i Mir (Barcelona, 1909–1990), número 1 de la primera promoció de metges militars de la República i destinat a l'Exèrcit d'Àfrica, fou un dels pocs militars que no es va unir a la sublevació liderada pel general Goded a Barcelona el juliol de 1936, mentre era de permís a la ciutat. Després de moltes vicissituds, va ser cap del Servei d'Endocrinologia i Nutrició de l'Hospital de Sant Pau. El 1979 és rehabilitat en el Cos amb el grau de coronel.
El Dr. Josep Puche i Álvarez fou director general de la Sanitat de guerra republicana. Una millora important en la cirurgia militar, el quiròfan mòbil, fou desenvolupada per Moisès Broggi i Vallès amb el suport del búlgar Dr. Zwetan Kristanow (Oscar Telge) -cap de sanitat dels Internacionals-, que va ser metge-cirurjà de les Brigades Internacionals fins a la seva dissolució a finals de setembre del 1938 i després cap del pavelló de Caps i Oficials de l'Hospital Militar de Vallcarca. Josep Maria Massons i Esplugas va ser també cirurjà de les Brigades Internacionals. A Catalunya, durant la batalla de l'Ebre, fou meritòria la tasca dels hospitals del front, amb cirurjans com Antoni Llauradó i Tomas, i dels hospitals de sang situats a la rereguarda. A banda d'algunes ambulàncies aportades per organitzacions estrangeres, la majoria eren vehicles civils de tota classe arreglats de forma improvisada a tallers mecànics i vagament semblants als Auto-chirs de la Primera Guerra Mundial (del francès automobile chirurgical). Això ocasionava greus problemes de manteniment i reparació.
El metge i dirigent del POUM José Luís Arenillas Ojinaga (1904-1937), fou nomenat pel lehendakari Aguirre, cap de la Sanitat del Eusko Gudarostea i després Inspector de Sanitat Militar de l'Exèrcit del Nord. Capturat per les tropes rebels a Santoña, va ser afusellat a Bilbao el desembre de 1937.
Josep Pujol i Grau (Benissanet, 1902-Porto Alegre, 1966) va ser el cap de sanitat de la columna Roja i Negra.
El Dr. Frederic Duran i Jordà, cap del Servei de Transfusions de la sanitat militar republicana, va aconseguir 9000 litres de sang durant el conflicte, seleccionant acuradament els donants i emprant un sistema propi que evitava l'hemòlisi. Arribà a transportar la sang 300 km en un camió de transport de peix modificat. El Consell de Sanitat Militar de la Generalitat de Catalunya, en previsió dels efectes d'un possible ús d'armes químiques, encarregà al metge militar i membre de l'Institut Medicofarmacèutic de Catalunya Francesc Bergós i Ribalta –en aquells moments Inspector en cap dels serveis sanitaris del front d'Aragó, dirigits des de l'Hospital Militar de Sariñena, i ja conegut pels seus escrits sobre el tema anteriors al conflicte– la regulació dels sistemes de Defensa Civil, i, en especial, dels serveis "Z". Bergós, amb el grau de major de Sanitat Militar, va organitzar l'evacuació de ferits a la retirada de Catalunya i després la sanitat del camp d'Argelers. La Clínica Militar "Z" creada en principi a Montserrat per tractar víctimes d'atacs químics, es va convertir ràpidament en el Centre d'Enduriment de Montserrat, amb 750 llits, especialitzat en la recuperació a rereguarda dels ferits, emprant un conjunt de teràpies físiques i funcionals utilitzats després als Reservelazaretts del Cos de Sanitat de la Wehrmacht a la II Guerra Mundial. Tito fou assistit a València pel tinent coronel mèdic Rafael Ramírez Rivas (Granada, 1885-ibídem, 1963; de la promoció de 1911 i veterà de les campanyes del Rif), d'una ferida de morter a l'esquena.
Un deixeble de Font i Quer, Antoni Esteve i Subirana (Manresa, 1902-Barcelona, 1979), al seu laboratori de Manresa fou el primer l'any 1937 en registrar i produir a l'Estat sulfamides (p-amino-fenil-sulfamida), amb el nom d'Amido-Sulfol. Aquest eficaç bacteriostàtic, impossible d'aconseguir a l'exterior per motius obvis, va ser subministrat exclusivament a la sanitat republicana i emprat amb èxit pels metges militars, com l'esmentat Dr. D'Harcourt o Albert Folch i Pi (Barcelona, 1905-Ciutat de Mèxic, 1993), comandant metge i responsable dels Serveis d'Investigació Biològica republicans.
La formació d'especialistes es va tornar necessitat després de la Guerra de Cuba sobretot en Medicina preventiva i Cirurgia. En 1906 es va crear el Diploma d'Higiene i Laboratori i en 1916 el de Cirurgia seguit del de Radiologia. Així van obrir les portes a la formació de les especialitats que, 50 anys després, les va assumir la sanitat civil amb el programa MIR. Mónico Sánchez (1880-1961) fou l'inventor del primer aparell portàtil de rajos X (1909) emprat en campanya per la Sanitat Militar al Marroc.
En 1918 es va concedir el dret a la creu de l'Orde de Sant Hermenegild i a les graduacions militars actuals. El Reglament d'Hospitals, no derogat, és de 1935. Els hospitals militars de Terra, Armada o Aire van incorporar al segle xx, de forma estable, a les Filles de la Caritat com personal assistencial.
L'any 1920 es va crear el primer Hospital Militar Psiquiàtric a Ciempozuelos. Uns dels primers professors de psiquiatria de l'Academia de Sanidad Militar foren César Juarros Ortega (Madrid, 13.11.1879-ibídem, 24.10.1942), seguidor de l'escola freudiana, i Antonio Vallejo-Nájera Lobón (Paredes de Nava, 1889–Madrid, 1960). Vallejo-Nájera va ser el cap dels serveis psiquiàtrics de la sanitat militar de l'Exèrcit Nacional i creador del Gabinete de Investigaciones Psicológicas. Els seus treballs amb presoners republicans per demostrar la inferioridad mental del disidente político són inclassificables des d'un punt de vista científic.

#### La sanitat de l'Armada
Entre els esdeveniments més destacats abans de la guerra civil, estan el Reglament i programa de les oposicions a ingrés de 1902, la creació dels gabinets de Radiografia y Radioscòpia als hospitals de Ferrol (1901), Cartagena (1903) i Cadis (1910), la reorganització dels serveis de Sanitat i dels laboratoris bacteriològics en 1908 i els successius reglaments d'hospitals de 1913 i 1930. En 1924 va passar pel dolorós tràngol de la supressió de l'Acadèmia mèdica naval per penúria econòmica. En 1931, s'autoritza la Creu de Malta de fons carmesí sobre l'uniforme. Salvador Clavijo y Clavijo va ser una figura descollant d'aquesta època i fou l'autor de Tuberculosis en la Marina de Guerra. Nuevas orientaciones y reformas (1914) i de Historia del Cuerpo de Sanidad de la Armada (1925). L'any 1930 es va crear el primer sistema de radio-consulta mèdica per a les naus de l'Armada sense metge a bord.
L'any 1931 es van modificar les dotacions i les clíniques dels hospitals navals, que quedaren reduïdes a quatre especialitats: Medicina, Cirurgia, Dermato-Venereologia i Oftalmo-Otorinolaringología. El 1934 se n'afegiren diverses més: Tisiologia, Ortopèdia, Odontologia, Higiene Naval i Psiquiatria-Neurologia.
Durant la guerra civil, la sanitat naval va quedar molt dividida en estructures i personal. Pocs oficials van quedar a la zona republicana, de forma que els metges encarregats de tasques administratives del Ministeri de Marina de Madrid van ser destinats a Cartagena. Es pot destacar la tasca d'alguns vaixells hospital i de l'Hospital de Marina de Cartagena, en especial la del cap de la Clínica Quirúrgica Rafael Abengoechea Laita (1888-1963). El vaixell de la Companyia Transatlàntica Marqués de Comillas, ben reformat per dos metges de l'Aeronàutica Naval de Barcelona –ubicada a l'aeròdrom d'El Prat– i amb personal sanitari civil i militar competent, va assistir i evacuar més de 500 ferits de l'expedició a Mallorca del capità Bayo. A aquesta expedició es van destinar uns 30 metges, 25 estudiants dels dos darrers cursos de medicina i 30 infermeres (algunes, monges dissimulades sota vestimenta seglar). Mancaren ambulàncies i bots per traslladar els ferits al vaixell, que, malgrat la protecció de la Creu Roja, fou bombardejat el 18 d'agost.
Pel que fa a l'Armada dels sublevats, el 22 d'octubre de 1936 es disposà el reingrés provisional al servei actiu de tots los militars retirats de l'Armada per la Llei Azaña, debiéndose presentar en el plazo de cinco días en la base naval más próxima a su residencia. Per Decret de 23 de gener de 1937 i altres posteriors, es va donar el grau de teniente médico provisional i practicante auxiliar segundo provisional de la Armada als metges i practicants civils movilizats.

#### La sanitat de l'Aire
L'etapa inicial abasta des de 1912 a 1936; amb els tinents mèdics Pérez Núñez i Carlos Cortijo y Ruíz del Castillo (el 1913, metge de la primera esquadrilla operativa) de la segona promoció de pilots militars de Cuatro Vientos i que compatibilitzaven la missió aèria i sanitària. Pérez Núñez va abandonar l'aèria i es va dedicar a la Sanitat Militar en la seva branca Aeronàutica i va elaborar en 1920 el primer reglament sobre les condicions físico-psíquiques del personal de vol. El Comandant Mèdic Marià Puig Quero, Cap del Servei de Sanitat de l'Aviació en Cuatro Vientos, al II Congrés Internacional d'Aviació Sanitària celebrat a Madrid el juny de 1933 va presentar una ponència fonamental per al futur de la Sanitat de l'Aire amb un títol que no necessita aclariments: "El Cos de Sanitat de l'Aire". Aquest es crearia després derivat de la creació dels tres Ministeris militars. Els seus antecedents històrics es poden lligar a la figura del pare jesuïta José de Acosta (1540-1600), el primer a descriure el mal d'altura que afligia als conqueridors espanyols en arribar als cims andins i que ell mateix va sofrir, en el seu escrit La Historia Natural y Moral de las Indias (1590). Un dels primers investigadors de la psicofisiologia del vol va ser el comandant metge naval Lluís Figueras Ballester, Cap de Sanitat de l'Escola de Aeronáutica Naval de El Prat, que l'any 1922 publicà al Boletin de Medicina Naval el treball La Hipobaropatía (Auto-observación). Conegut com "el metge dels marinos", Figueras va col·laborar amb Emili Mira i Adolf Azoy i Castañé per desenvolupar tècniques de selecció de pilots professionals.
Un fet poc conegut és el projecte de utilització del autogir La Cierva com ambulància aèria militar, a principis dels anys 30. Problemes derivats de la crisi de 1929 van impedir que l'Exèrcit de l'Aire acceptés l'aparell, que fou emprat en actuacions de rescat per altres països.
Si bé a la Guerra del Rif es van transportar puntualment ferits, personal sanitari i material quirúrgic en avions Breguet 14 (la primera vegada el 2 de novembre de 1922, des de l'aèrodrom de Tauima-Nador al de Dar-Drius), Avro 504 K i Breguet 19, fou a 1937 quan l'aviació republicana va modificar, als seus tallers d'El Palmar (Múrcia), avions bimotors Monospar ST 25 com ambulàncies aèries que podien aterrar molt a prop del front. A Catalunya, la Clínica Plató va ser la seu de la Sanitat Aèria. En aquest hospital destacà el treball del cirurjà Ferran Martorell i Otzet (Barcelona, 1906-1984).

### Segona etapa (1939-1990)

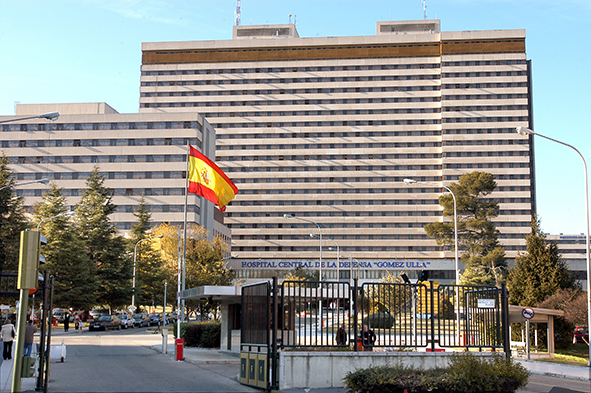
Actual HCD Gómez Ulla

#### La sanitat de Terra
En ordre cronològic, a partir de 1938 va ser desenvolupat el Parc i Laboratori Central de Veterinària. En 1941 fou instituït el Cos de Dames de Sanitat Militar (segons el reglament publicat al D.O. nº 172/5 de Agosto de 1941), dirigit per Mercedes Milà Noya, abans Inspectora General de los Servicios Femeninos de Hospitales (BOE nº 157 de 26/03/1937). L'any 1945 es va crear el Cos de Practicants de Sanitat Militar i el Cos Auxiliar de Practicants de Farmàcia Militar. En 1946 es va instaurar la Sala de Sanitat en el Museu de l'Exèrcit. En 1952 es va crear el Servei d'Hematologia i Hemoteràpia depenent de l'Institut d'Higiene, que en 1962 va passar a cridar-se Institut de Medicina Preventiva Capità Mèdic Ramón y Cajal. Un petit equip de Sanitat Militar va treballar cinc anys a la Guerra del Vietnam (1966-1971), a càrrec de l'hospital de Gò Công (d'uns 150 llits i a 45 km al sud de Saigon). Un dels oficials metges fou condecorat per assistir als ferits sota un bombardeig i els vietnamites dedicaren un pont de la població al destacament. En 1976 l'Acadèmia de Sanitat Militar, fusionada amb l'Escola d'Aplicació de Sanitat Militar creada en 1958 com el seu òrgan d'estudi, celebra el centenari de la seva fundació. Ara és l'Escola Militar de Sanitat. En 1973 el Gómez Ulla, amb acreditació docent, es va fer universitari per convenis amb la Universitat Complutense i amb la San Pablo-CEU. El seu magnífic quiròfan de cirurgia experimental és dels més avançats i en ell s'ha portat a terme un bon nombre d'estudis científics. Admirable ha estat l'activitat operativa dels mítics EMAT (Esglaons Mèdics Avançats de l'Exèrcit de Terra) des de 1991, honrada amb 66 llorejades de Sant Ferran.
Dintre d'aquesta etapa és destacable la figura del Dr. Àngel Díez-Cascón (1915-2006), cap del Servei Quirúrgic de l'Hospital Militar de Barcelona durant 24 anys.

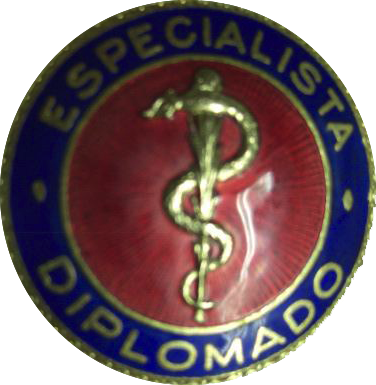

#### La sanitat de l'Armada: Policlínica Naval

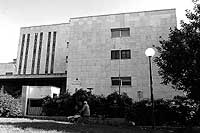
Policlínica Naval

Entre 1962 i 1963 es planifica la Policlínica Naval, inaugurada en 1968, i es modernitzen els tres hospitals departamentals en Sant Fernando, hereu del Real Col·legi de Cirurgia de Sant Carles i el nom del qual conserva, el de Cartagena i el de Ferrol, el més modern i millor concebut. El seu reglament es va fer en 1968. Va destacar l'oftalmòleg Pérez Llorca. El Reial decret de 1988 va regular la incorporació de la dona a determinats cossos i, per tant, a la Sanitat amb requisits pel seu embarcament. En 1990 és obligat ressaltar la primera i fructífera expedició a l'Antàrtida i l'ajuda humanitàries a l'huracà Mitch amb el buc amfibi Galicia.

#### La sanitat de l'Aire: Hospital de l'Aire

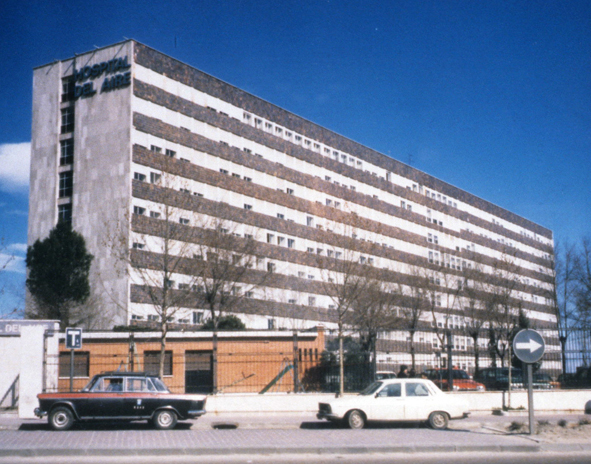
Hospital de l'Aire

L'etapa de la Sanitat de l'Aire abasta 50 anys, des de 1940 fins que es van unificar les sanitats, Comença amb la creació del Cos i l'Acadèmia de Sanitat que va estar en la Clínica de General Oraá, dels antics Serveis de Sanitat de l'Aire de la República. En 1940 va ser la primera oposició per a metges i practicants i en 1942 es va crear el CIMA (Centre d'Instrucció de Medicina Aeroespacial), que va englobar als Instituts de Medicina Aeronàutica de Madrid i Sevilla. Es va consolidar en el període 1944-1969, amb la instal·lació de l'Hospital de Princesa i el CIMA en la Universitària. L'Acadèmia va ser clausurada en 1966, any en què es van crear les Prefectures de Sanitat de les Regions Aèries. Metges sobre els quals es va assentar el seu prestigi van ser: José Luis Álvarez-Sala Walther (neumòleg), Garayzábal (traumatòleg), Picatoste, S. Carreño, Valle o Merayo.
El període d'auge, de 1969 a 2000, coincideix amb el trasllat de l'Hospital al carrer Arturo Soria, en 1973 ho faria el CIMA, que ha aconseguit un reconegut prestigi internacional. Va tenir acreditació docent de postgrau i convenis amb la Universitat Complutense per a Medicina i amb la Sant Pablo- CEU para d'Infermeria. Ha desenvolupat una gran labor investigadora. Li va ser atorgat el Premi Avedis Donabedian de la qualitat en 1992. Les seves unitats operatives, UMAAD (Unidad Médica Aérea de Apoyo al Despliegue) i UMAER (Unidad Médica de Aeroevacuación), impulsades des del seu inici pel General Vicente Carlos Navarro Ruiz, han realitzat actuacions crucials en les aeroevacuacions de conflictes bèl·lics (Namibia, Líban, Afganistan, Djibouti, etc.) i -recentment- de víctimes de malalties fortament contagioses durant el brot d'Ebola a l'Àfrica de l'oest de 2014. L'hospital ha estat referència per a les visites a Espanya de dirigents mundials. El seu òrgan d'expressió ha estat "Anales del Hospital del Aire", més tard anomenat "Anales clínicos del Hospital del Aire".
Un oficial metge del CIMA és un dels vocals que integren la Comisión para la Investigación Técnica de Accidentes de Aeronaves Militares (CITAAM), creada l'any 1994 i que segueix la normativa NATO-STANAG 3318.

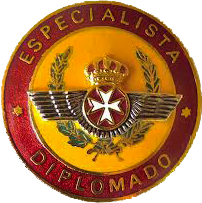

### Tercera etapa
La Sanitat Militar unificada va néixer en 1990 i la van obligar a grans canvis d'adaptació. Entre ells destaquen, la Llei 27/89 que va decretar la seva unificació, la creació de l'Institut Social de les Forces Armades, que la va substituir en la gestió assistencial; la potenciació de la medicina operativa amb els EMAT seguida de les UMAAD i UMAER en l'Aire i de les USANEM en l'Armada l'any 1998; també la reducció, professionalització i desplegament de les Forces Armades i els compromisos internacionals.
Va començar la nova senda, que es perfila plena de reptes, amb senyals d'identitat pròpies entre els quals estan: la Inspecció General de Sanitat, creada en 1996 i reforçada en el R. D.76/00, l'Escola Militar de Sanitat, la Creu de Malta, La Verge del Perpetu Socors i la Revista Sanitat Militar. Està integrada per metges, infermers, farmacèutics, veterinaris, odontòlegs i psicòlegs.

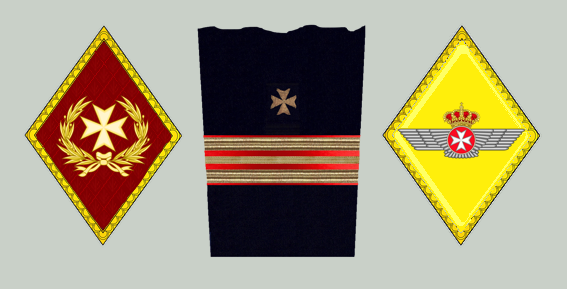
Emblemes dels Cossos de Sanitat (extingits)

## Segle XXI
El segle va començar amb l'execució de la Directiva del Ministre 197/98 que recollia una preocupació generalitzada des de feia anys. Va ser el detonant de sortida del que es va derivar un pla de racionalització i un altre de modernització. El Pla de racionalització va representar una convulsió sense igual generada en tancar centres sanitaris i com a conseqüència una dràstica pèrdua de personal del Cos en especialistes molt qualificats i, paral·lelament una disminució d'ingressos. Per exemple, en la dècada dels 70 s'oferien 100 places anuals per a metges, mentre que ara només són 10, les quals, malgrat ser poques, no es cobreixen. La pèrdua de recursos humans obliga a una trucada d'atenció angoixant. Els sistemes de captació i incentivament que s'hi barregen consisteixen a intentar fer la carrera professional sanitària militar el més semblant possible a la civil sense perdre identitat militar. El Pla de Modernització està sent revisat.
Quant als metges militars, com s'ha esmentat, actualment existeix un problema de captació. Històricament, s'han cobert totes les places que ha ofert Defensa als facultatius amb èxit, havent-hi un gran nombre d'aspirants per plaça que era, per exemple, d'uns deu en la dècada dels 90. No obstant això, a partir de l'any 2004, aquestes places no es cobreixen.
S'ha passat de més de 3.000 metges militars espanyols que hi havia a principis dels anys 80 (hi havia 87 hospitals militars fins a 1976; en l'actualitat, només queden 2 arreu d'Espanya, Saragossa i Madrid, i tots dos mig buits) a menys de 1.500 en 2002, a conseqüència del tancament de nombrosos hospitals militars, ja que la sanitat militar s'està centrant en una labor logístico-operativa en comptes d'assistencial. Això va comportar una pèrdua de professional molt qualificat i una reducció en l'oferta de places.

Escut de l'Escola Militar de Sanitat (EMISAN).

Però en l'actualitat hi ha menys de 800 metges militars. Això és a causa que, des de 2004, no es cobreixen les places per a metges militars de carrera que s'ofereixen, mentre que només 2 anys abans, en 2002 el nivell era de 6 candidats per plaça. Paral·lelament, l'Exèrcit ve perdent uns 50 metges per any, que passen a desenvolupar el seu àmbit laboral en la sanitat civil; al qual se li suma el gran nombre de metges que passen a la situació de Reserva. I la situació va a pitjor. L'any 2007, cap metge es va presentar a les oposicions. S'ha reduït, per tant, en més d'un 70% el nombre de metges militars. A més, alguns retreuen que no es triïn als millors metges en les oposicions, doncs no hi ha candidats suficients.
Aquesta absència de candidats es deu a diverses raons:
- Els metges militars cobren pel seu grau militar i no per metges. Els sous de les Forces Armades, com al contrari de la majoria de la resta de funcionaris, no s'ha incrementat molt en els últims anys i en les èpoques de bonança econòmica. A més, les guàrdies als hospitals militars tenen un preu que no es pot comparar amb la sanitat civil (22 euros per hora), de mitjana.
- La vida militar obliga a canviar de lloc de residència, com a la resta dels militars (sobretot en ascendir, com a tots els militars).
- La carrera del metge militar s'ha tornat menys atractiva, en reduir-se el nombre de pacients i de llocs de treball interessants, a conseqüència del tancament d'hospitals militars. Això és hagut d'en la seva major part a la forta reducció del personal pertanyent a les Forces Armades, i a la desviació del personal militar i de les seves famílies a les empreses de segurs metges civils, quan abans eren majoritàriament tractats per la sanitat militar.

Defensa, davant la imperiosa necessitat de reclutar més mèdics, va elaborar al voltant de 2006 un doble pla. D'una banda, va donar la possibilitat a metges de països de Sud-amèrica i Àfrica, amb els quals Espanya manté convenis, de presentar-se a les oposicions per a metge militar de complement. No obstant això, encara no ha aprovat cap metge estranger dels que s'ha presentat a aquestes oposicions.
D'altra banda, el Ministeri ha eximit als nous metges militars que acaben de superar les oposicions i l'any de formació militar i metge militar que li prossegueixen, de fer l'examen que permet realitzar una especialitat (similar al MIR). Això fa la sanitat militar una mica més atractiva, a més d'incentivar que els nous oficials metges realitzin una especialitat res més ser graduats amb l'ocupació de tinent. I el fet de fer una especialitat té un compromís de permanència en la labor militar. No obstant això, aquest pla de captació va millorar molt lleument la situació.
Defensa també es va plantejar un complement salarial d'uns 600 euros per als metges militars. Però aquest complement no se'ls va atorgar als metges a causa de la crisi econòmica. La crisi econòmica ha comportat, des de 2007, una desacceleració del descens del nombre de metges militars, que marxen en menor mesura del món militar pel temor a no trobar treball en el civil. També han augmentat els ingressos fins a 8 candidats per 10 places l'any 2012, perquè s'ofereix una plaça fixa. La situació actual és de 773 metges, dels quals 400 passaran a la Reserva en els propers 6 anys; i places que queden desertes, alguna cosa que es podria haver solucionat amb el complement.
Així que Defensa ha optat per oferir places per a joves sense titulació en medicina prèvia (els candidats es presenten a una oposició com les de la resta d'oficials de l'Exèrcit en 2n de Batxillerat o després de finalitzar aquest curs acadèmic), i als quals se'ls financen els estudis. La formació és a càrrec del Ministeri, i la primera convocatòria, de 25 places, ha estat al juny. Hi ha hagut 700 aspirants per 21 places (més 4 de promoció interna), perquè medicina és una carrera molt sol·licitada. Se'ls exigeix 12 anys de permanència una vegada finalitzats els estudis. Però els resultats no es veuran fins a dins de 6 anys.
La formació és de 6 cursos, on es complementarà la formació mèdica amb la formació militar i al llarg dels 6 anys aniran combinant assignatures mèdiques civils i les assignatures pròpies de la Carrera Militar. A més, la nota de tall de Selectivitat dels 21 que han ingressat és de 10,299 sobre 12, mentre que la dels estudiants de Medicina de les Universitats convencionals és d'11,73 sobre 14 (de mitjana). Realment, les oposicions per a Medicina Militar es puntuen sobre 12, en comptes de sobre 14 com és al món civil, doncs les ponderacions de la fase específica varien depenent de les Comunitats Autònomes. Fent una regla de 3, passant la nota d'accés de 12 a 14, surt una nota de cort similar al món civil.
L'eliminació de l'examen per accedir a les especialitats és raó per la qual el model està patint crítiques. Va ser el Curs 2012-2013 quan Defensa inaugurà el Centre Universitari de la Defensa (CUD) de Madrid per poder estudiar el Grau de Medicina al mateix temps que la carrera militar.

### El programa de modernització
Els seus treballs es van simultanejar amb el procés de Racionalització. La Instrucció Comunicada 132/2003 Desenvolupament del Programa de Modernització de la Sanitat Militar, ho dota d'una Oficina i l'àmplia al conjunt de la Sanitat Militar. La captació i qualificació del personal i l'actualització d'infraestructures són els seus eixos mestres per recuperar il·lusió en el servei i generar confiança.
Consta de sis ambiciosos plans que formen un tot harmònic amb coherència interna:
- Pla Director d'Infraestructures.
- Pla de Disseny de Processos.
- Pla de Sistema d'Informació Sanitària.
- Pla de Sistema de Qualitat.
- Pla de Model de Costos.
- Pla d'Eficiència de Recursos Humans.

Aquests sis plans tenen com a fi, estès a totes les unitats, la qualitat resumida en deu objectius.
Un important mitjà de millora assistencial fou iniciat el 2006, el projecte BALMIS, a implementar en 6 anys. El propòsit del projecte és obtenir un sistema informàtic de gestió integrada, únic i modern. El seu nucli és la història clínica electrònica de tots els pacients adscrits als serveis del Cos. Un subprojecte paral·lel a aquest és el 'Salvany', destinat a gestionar les imatges mèdiques de les unitats amb programes RIS-PACS (RIS: Radiology Information System. PACS: Picture Archiving and Communication System) i de reconeixement automàtic de veu. També s'ha desenvolupat una xarxa de telemedicina militar modernitzada. L'esglaó sanitari destinat a Irak (un ROLE-1 i dues cèl·lules d'estabilització), disposa d'un servei de teleconsultes connectat amb l'Hospital Central de la Defensa.
La Psicologia va obtenir la categoria d'especialitat fonamental del Cos l'any 2010.
L'any 2013 es va signar un conveni entre el Ministeri de Defensa i la Universitat d'Alcalá per desenvolupar el Instituto Mixto de Investigación Biosanitaria Militar, ubicat a l'Hospital Central de la Defensa.
L'octubre de 2015 fou inaugurada la Unitat d'Aïllament d'Alt Nivell a una de les plantes de l'Hospital Central de la Defensa, a càrrec de personal especialitzat del Cos sota el comandament del cap metge de la Unitat NRBQ-Infeccioses.
El gener de 2016 es crearen noves especialitats complementàries dintre del Cos, com la Medicina d'Urgències i Emergències en Operacions, l'Anàlisi i Control de Medicaments i Drogues, la Periodòncia o l'Endodòncia.
La futura Instrucció Tècnica de Vigilància Entomològica donará informació epidemiològica en temps real sobre la distribució dels vectors de malalties amb aquest tipus de transmissió, sigui al territori de l'Estat o a les zones d'operacions.

### Divises del Cos de Sanitat Militar
| Emblema | Bandera de España |                  |                  |         |             |           |        |        |  |  |  |  |  |  |  |  |  |  |  |
|         | Bandera de España | Gral. de Divisió | Gral. de Brigada | Coronel | Tt. Coronel | Comandant | Capità | Tinent |  |  |  |  |  |  |  |  |  |  |  |

Els membres del Cos Militar de Sanitat, agrupats en Escala d'Oficials i d'Oficials Infermers, tenen com a comeses, en l'àmbit del Ministeri de Defensa i dels seus organismes autònoms, l'atenció a la salut en els camps logístic-operatiu i assistencial, i els relacionats amb la Psicologia, Farmàcia i Veterinària.
En l'acompliment de les seves comeses podran exercir la funció de comandament en centres o organismes. També els corresponen les funcions d'administració i logística, de suport al comandament, tècnic-facultatives i docents relacionades amb aquestes comeses. Han participat en el desenvolupament de diverses missions en l'exterior. Com a exemple, durant el transcurs de l'operació Atalanta a l'oceà Índic i en el període 2009-2015, els sanitaris dels vaixells adscrits a l'EUNAVFOR varen efectuar 3280 primeres consultes i 911 segones consultes assistint a personal militar, civils i "pirates". Entre març i maig del 2014, l'equip quirúrgic-sanitari de nivell ROLE2-E descacat a la base d'Herat va tractar 745 pacients. Membres del Cos presten servei al vaixell oceanogràfic Hespèrides i a les bases antàrtiques, com a part de la Campanya Antàrtica 2016-2017.
En l'Escala d'Oficials del Cos Militar de Sanitat existeixen les especialitats fonamentals de Medicina, Farmàcia, Veterinària, Odontologia i Psicologia.
A l'Escala d'Oficials Infermers del Cos Militar de Sanitat existeix una sola especialitat fonamental, la d'Infermeria.
Les ocupacions del Cos Militar de Sanitat són els de tinent a general de Divisió en l'Escala d'Oficials i els de tinent a tinent coronel en l'Escala d'Oficials Infermers, tots ells amb les denominacions de l'ocupació corresponent seguides del terme mèdic, farmacèutic, veterinari, odontòleg, psicòleg o infermer, segons correspongui.
Per ingressar en l'Escala d'Oficials del Cos Militar de Sanitat és necessari ser graduat en Medicina, Farmàcia, Psicologia, Veterinària, Odontologia o Psicologia. Per fer-ho en l'Escala d'Oficials Infermers és obligatori estar en possessió del títol de Graduat o Diplomat en Infermeria.
El 8 de febrer de 2017, el Ministeri de Defensa -en el marc de la modernització de la formació sanitària militar- ha publicat al BOE els nous requisits per accedir al Cos dintre de les escales d'oficials i militars de complement.